# Pommerellen
Pommerellen (polnisch Pomerelia selten benutzt, lateinisch Pomerellia oder Pomerania), auch Weichselpommern (polnisch Pomorze Nadwiślańskie) oder Ostpommern im Polnischen Sinne (polnisch Pomorze Wschodnie, kaschubisch Pòrénkòwô Pòmòrskô), einschließlich Danziger Pommern (polnisch Pomorze Gdańskie), ist eine historische Landschaft an der Ostseeküste in der heutigen polnischen Woiwodschaft Pommern.

## Geographie
Sie liegt in der heutigen Woiwodschaft Pommern (Pommerellen), dem nördlichen Teil der Woiwodschaft Kujawien-Pommern und einem kleinen Teil der Woiwodschaft Westpommern.
Die östliche Grenze bildet die Weichsel. Die westliche Abgrenzung zu Hinterpommern hat sich im Laufe der Jahrhunderte mangels natürlicher Hindernisse mehrmals verschoben. Der westlichste Grenzverlauf lag an der Persante, später an der Leba, und der östlichste an der Grenze zur preußischen Provinz Pommern (nach 1772). Im Süden grenzt Pommerellen an die historischen Territorien Großpolen und Kujawien. (In der Frühzeit lag die Südgrenze Pommerns in der Nähe der Netze, seit der Eroberung Pommerellens durch den Deutschordensstaat lag dessen Südgrenze weiter nördlich.)
Geologisch besteht Pommerellen aus der Grund- und Endmoränenlandschaft des Baltischen Landrückens zwischen Persante und der unteren Weichsel. Hier befindet sich auch der östliche Teil der Pommerschen Seenplatte mit dem Weitsee, die südlich in die Tucheler Heide übergeht.

## Bezeichnungen

### Etymologie
Das Wort Pommerellen bedeutet Klein-Pommern; es war schon bei den Deutschordensrittern in Gebrauch, die das Land seit 1310 durch Kauf und Eroberung in Besitz nahmen. Die älteste bekannte Urkunde, in der es vorkommt, ist die vom Hochmeister Konrad von Erlichshausen erteilte Pomerellische Handveste (14. September 1441), in der das Land pomerellen und seine Bewohner pomerellern genannt werden.
Die Bezeichnung soll sich vom slawischen po und more = am Meer herleiten.

### Aufteilung
Pommerellen wird traditionell auf vier ethnokulturellen Regionen geteilt:
- die Bezeichnung Kaschubei (kaschubisch Kaszëbë, polnisch Kaszuby) gilt für den nordwestlichen Teil
- die Bezeichnung Kociewie (kaschubisch Kòcéwskô, polnisch Kociewie) gilt für den östlichen Teil
- die Bezeichnung Tucheler Heide (kaschubisch Tëchòlsczé Bòrë, polnisch Bory Tucholskie) gilt für den südwestlichen Teil
- die Bezeichnungen Kulmerland (kaschubisch Chełmińskô Zemia, polnisch ziemia chełmińska) und Michelauer Land (polnisch ziemia michałowska) gelten für den südöstlichen Teil

Die drei erstgenannten Regionen als Ganzes werden in Polen als Danziger Pommern (polnisch Pomorze Gdańskie) bezeichnet.

### Historische Entwicklung
Die lateinische und die polnische Sprache haben nur jeweils ein Wort für das gesamte Gebiet von Rügen bis zur Weichsel, im Deutschen wurde aber meist zwischen Pommern und Pommerellen unterschieden.
Eine der ältesten erhaltene Erwähnungen von Pommerellen war Kdanzc in Pomerania (1148). Um 1250 wurde sogar zwischen Pomerania superior (Oberpommer[elle]n) um Danzig und Pomerania inferior (Unterpommer[elle]n) um Stolp unterschieden.
Eine politische Abgrenzung erfolgte um 1300, als das Land Stolp zur Markgrafschaft Brandenburg kam und dann Teil Hinterpommerns wurde.
Seit 1466 gab es eine Woiwodschaft Pommerellen (lateinisch Palatinatus Pomerania, polnisch Województwo pomorskie) im preußischen Teil des Königreichs Polen. Diese umfasste das Gebiet westlich der Weichsel bis nach Hinterpommern.
(Im niederländischen Atlas Theatrum Orbis Terrarum von Abraham Ortelius aus dem späten 16. Jahrhundert wird „Pomerella“ als Provinz des Fürsten von Pommern („Pomoraniae principis“) bezeichnet und der Name irrtümlich auch auf das östliche Weichselufer bezogen.
Der Atlas Blaeu von 1645 trennte „Pomerellia“ vom rechts der Weichsel gelegenen „Pomesania“.)
Nachdem Polnisch-Preußen 1772 an das Königreich Preußen kam, lautete die offizielle Bezeichnung Westpreußen für alle diese Woiwodschaften, nun mit Regierungsbezirken.
Pommerellen blieb eine historische Bezeichnung für ein Gebiet, ohne offizielle Bedeutung.
Nach 1919 wurde wieder eine Województwo pomorskie gebildet, die als Woiwodschaft Pommerellen übersetzt wurde. Die gleichnamigen Verwaltungseinheiten nach 1949 wurden von polnischer Seite dann offiziell als Woiwodschaft Pommern übersetzt, was für den deutschen Zuhörer zu Verwirrung führt.
So müsste die heutige województwo pomorskie korrekterweise mit Woiwodschaft Pommerellen übersetzt werden und die województwo kujawsko-pomorskie als Woiwodschaft Kujawien-Pommerellen, da sie ziemlich genau dieses historische Territorium umfassen.

### Gegenwärtige Sprachgebrauch
In der Gegenwart wird in der polnischen Sprache die Bezeichnung Pomorze („Pommern“) mit Zusätzen wie Pomorze Nadwiślańskie („Weichselpommern“) oder Pomorze Wschodnie („Ostpommern“) wiedergegeben. Am häufigsten wird die Bezeichnung Pomorze Gdańskie („Danziger Pommern“) benutzt, die aber im Vergleich mit den ersten zwei Bezeichnungen eine engere Bedeutung hat (d. h. ohne Kulmerland und Michelauer Land zu bedecken).

## Geschichte

### Frühgeschichte

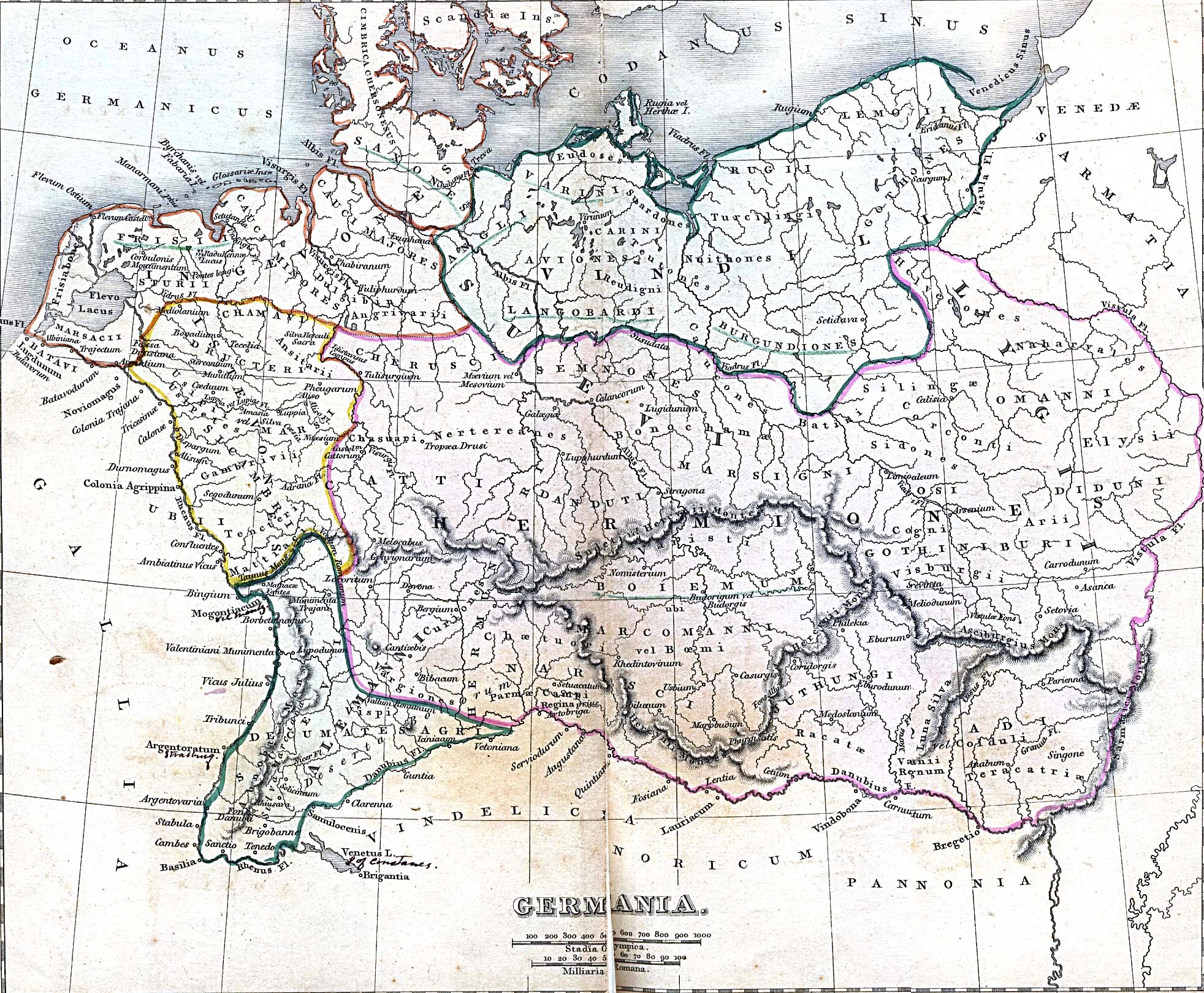
Siedlungsgebiet „Magna Germania“ vom Rhein bis zur Weichsel um das Jahr 150, nach Angaben von Claudius Ptolemäus (rekonstruierte Karte in einem Atlas des 19. Jahrhunderts).

Etwa um 100 nannte der römische Historiker Tacitus in seiner Germania neben anderen germanischen Völkern auch die Goten als Bewohner des Weichseldeltas. Die archäologische Hinterlassenschaft der Goten und anderer an der Weichsel wohnenden Völker, wurde nach dem nahe der Nogat gelegenen Ort in Ostpreußen Willenberg, nach 1945 Wielbark-Kultur genannt. Etwa um 200 begannen die Germanen, namentlich die Goten und Gepiden, das Weichselgebiet zu verlassen und nach Südosten in die heutige Ukraine zu wandern. Westbaltische Aesten, die Vorfahren der Prußen, wanderten weiter westlich, wo sie vor den Goten schon lebten. Westslawische Stämme verbreiteten sich seit dem Ende des 6. Jahrhunderts und kamen auch nördlich bis an die Ostsee auf das Gebiet des späteren Pommern. Nach der Mitte des 10. Jahrhunderts werden die Polanen in westlichen Quellen erstmals erwähnt, ein mit den slawischen Pommern engverwandter Stamm.
Vom 9. Jahrhundert bis zum 12. Jahrhundert haben auch Wikinger und ihnen folgend Dänen Spuren an der Küste Pommerellens hinterlassen. Namen wie Oxhöft, Rixhöft, Heisternest und Hela (englisch „heel“) bezeugen dauerhafte wikingische Handelssiedlungen. Trotz skandinavischer Stützpunkte an der südlichen Ostseeküste und einer unscharfen Siedlungsgrenze zwischen slawischen Pomoranen und baltischen Prußen war das Gebiet westlich der unteren Weichsel im 10. Jahrhundert zum großen Teil slawisch besiedelt.
Die Lage an der Weichselmündung brachte der Gegend schon zu allen Zeiten intensive Kontakte nach Süden. Die Bernsteinstraße führte seit der Jungsteinzeit vom Samland über das Weichseldelta südwärts bis an die Adria. Zahlreiche arabische Silbermünzen des 8. bis 10. Jahrhunderts, vielfach zu „Hacksilber“ zerkleinert, wurden in Pommerellen gefunden. Sie können durch Handels- oder Beutefahrten der Wikinger wie auch durch slawische und sogar arabische Händler aus dem Mittelmeerraum dorthin gelangt sein.

### Pommerellen als Teil des frühpiastisch-polnischen Staates

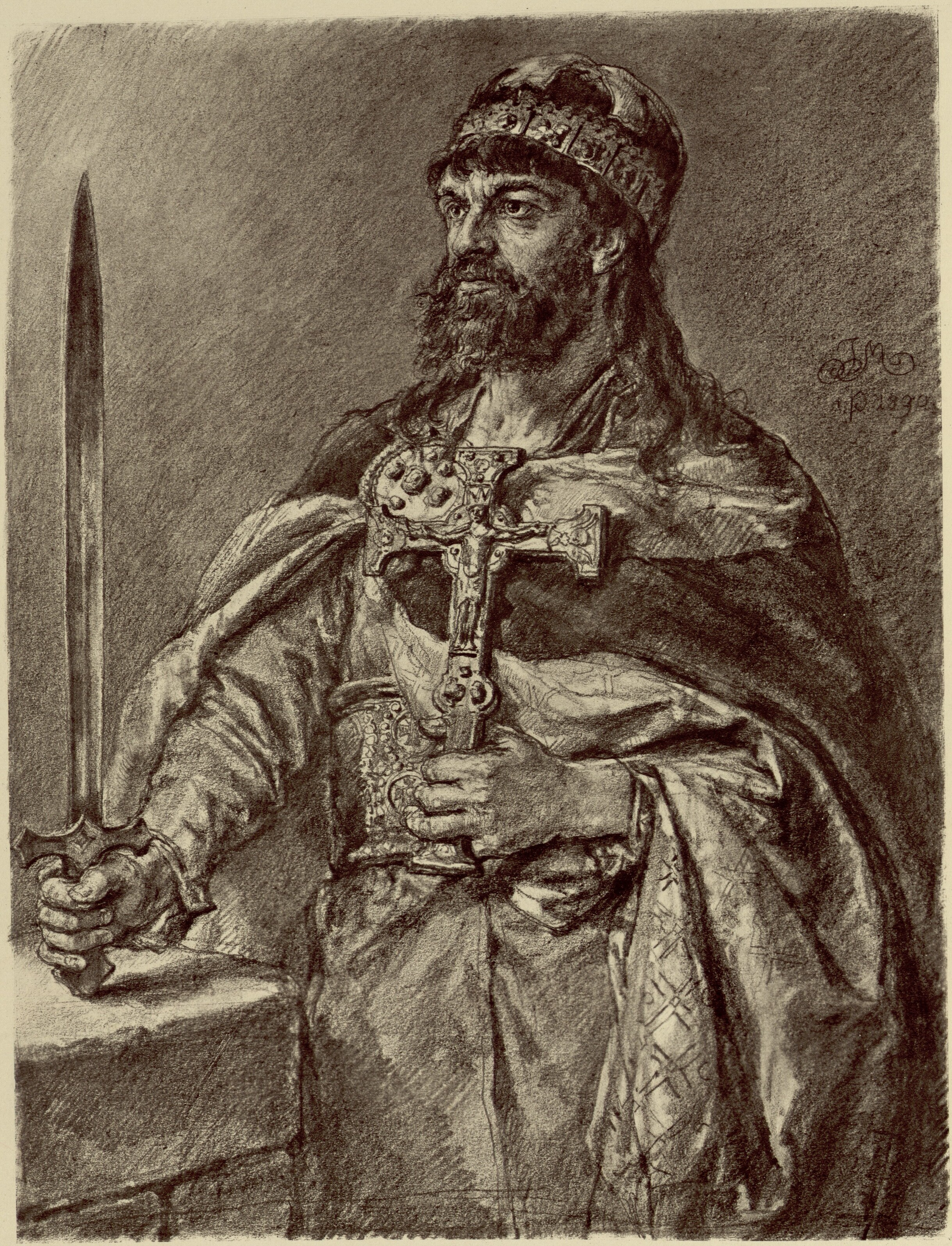
Mieszko I., Fürst der Polanen, Herzog von Polen.

Die Verfasser der ältesten polnischen Chroniken unterschieden nicht zwischen West- und Ostpommern. Der Gallus Anonymus in Gnesen, Wincenty Kadłubek, Bischof von Krakau und Bogufał II., Bischof von Posen, berichten von den Versuchen der polnischen Herrscher, das benachbarte Volk der Pommern zu unterwerfen oder sich gegen pommersche Angriffe zu verteidigen. Gallus Anonymus nennt die Pommern, die erst Anfang des 12. Jahrhunderts unter militärischem Druck die christliche Lehre annahmen, ein „heidnisches Volk“, vergleichbar den baltischen Prußen. Bogufał kennt auch schon den pommerschen Teilstamm der „Caszubitae“, also die Kaschuben.
Das Gebiet des heutigen Pommerellens wurde gegen Ende des 10. Jahrhunderts von dem pol(a)nischen Herzog Boleslaw I. erobert; nach Richard Roepell soll Danzig im Zeitraum 995–997 unter polnische Hoheit gekommen sein, als Kaiser Otto III. im Heiligen Römischen Reich regierte.
Durch die militärische Unterstützung des polnischen Herrschers Bolesław „der Tapfere“ gelangte der Heilige Adalbert von Prag 997 von Prag über Danzig in das Land der Prußen, wo er am 23. April 997 bei Fischhausen an der Ostseeküste den Märtyrertod fand. Johannes Canaparius, ein Benediktinermönch, bezeichnete in seiner Lebensbeschreibung Adalberts Danzig als „urbs“ (Stadt), wo St. Adalbert viele Pruzzen bekehrt hat.
Als im Jahre 1000, während des Staatsakts von Gnesen, das Erzbistum Gnesen gegründet wurde, wurde für das pommersche Küstenland an der Ostsee (seit 1046 in kaiserlichen Akten als „Pommern“ benannt), ein Bistum in Kolberg gestiftet, das bei dieser Gelegenheit zum ersten Mal erwähnt wurde. Es liegt an der Mündung der Persante in die Ostsee. Erster Bischof war der Sachse Reinbern, aber das Bistum Kolberg ging sehr bald unter und wurde erst 1972 als Bistum Koszalin-Kołobrzeg erneuert.
Gallus Anonymus spricht von langen und harten Kämpfen der Polen gegen die Pommern. Da die Herrschaft des Königreichs Polen (der Piasten) über Pommern im Verlauf des 11. Jahrhunderts als Tributherrschaft nur nominell war, wurde die Nordgrenze des polnischen Kernlandes von der Weichsel entlang der Netze durch eine Kette von Grenzburgen gesichert. Ende des 11. Jahrhunderts gab es in Santok an der Mündung der Netze in die Warthe zwei Grenzburgen, eine polnische und eine pommersche.
Im 12. Jahrhundert, nach der Christianisierung des Landes unter der Schirmherrschaft römisch-deutschen Kaiser unter Mithilfe von Bolesław III. Schiefmund regierten in Pommern zwei (christliche) Adelsgeschlechter als Landesherren. Im westlichen Teil Pommerns um die Hauptfeste Stettin die Greifen, im östlichen Teil um die Hauptfeste Danzig die Samboriden. Während im westlichen Pommern der Greif zum Wappentier wurde, zeigen mittelalterliche Siegel des östlichen Pommern Herrscherbilder und Adler.. Der westliche Teil wurde im 12. Jahrhundert fester Bestandteil des Heiligen Römischen Reichs und des Königreichs Dänemark. Der östliche Teil (im Deutschen auch Pommerellen genannt) unterstand im 12. Jahrhundert der polnischen Lehns- und Oberhoheit. Durch den Niedergang der Senioratsverfassungsordnung, die 1138 in Polen das Zeitalter des feudalen Partikularismus einleitete, ging viel vom weltlichen Zusammenhang Polens verloren. Kirchlich unterstand das ostpommersche Herzogtum aber weiterhin dem Bistum Włocławek und damit dem polnischen Erzbistum Gnesen.
Mestwin I. wurde 1210 von dem dänischen König Waldemar II. besiegt und musste ihm in Danzig den Lehnseid leisten. Damit begann die dänische Lehenshoheit hier allerdings 25 Jahre später als im westlichen Pommern, dessen Greifenherzöge Reichsfürsten des Heiligen Römischen Reiches waren.

### Zeitalter des Partikularismus und das Herzogtum Pommerellen
Die pommerellischen Herzöge verwalteten ihr Land grundsätzlich von einem festen Sitz aus. Mehrere Persönlichkeiten aus dem heimischen Landadel standen dem Herzog zur Seite. Überliefert sind die Namen Grimislaus, Gnezota und sein Bruder Martin, Zulis und Stropha. Der Kämmerer und Kanzler Heinrich war wahrscheinlich ein deutscher Priester. Die Untertanen waren zu Dienstleistungen und zur Heeresfolge verpflichtet. Sie hatten von ihrem Fischfang und Vieh den Zehnten zu entrichten. Herzog Sambor begünstigte, wie sein Vater, die Sesshaftmachung deutscher Siedler und Kaufleute. Für diese stiftete er 1190 die Sankt-Nicolai-Kapelle „vor Danzig im Felde“.
Der heilige Nikolaus war der Patron der Seehandel treibenden deutschen Kaufleute. Daher finden sich auch große Nikolaikirchen in Lübeck, Wismar, Stralsund, Berlin, Elbing, Reval und an anderen Orten. Der Seehandel war bereits entwickelt. Es wurden in erster Linie Tuche (sie waren damals zugleich Zahlungsmittel) und das lebensnotwendige Salz eingeführt, hauptsächlich von dem 1143 gegründeten Lübeck. Ausgeführt wurden Felle, Wachs, Honig und Bernstein. An der Stelle des späteren Langen Marktes waren Buden zum Verkauf der von den Schiffen eingeführten Waren erbaut. Am Koggentor war eine Landebrücke errichtet, deren Unterhalt dem Kloster Oliva oblag. Dafür erhielt das Kloster einen Anteil an den Zolleinnahmen. Ins Landesinnere führten Kaufmannsstraßen, eine davon nach Stargard und weiter südlich, die uralte Bernsteinstraße führte bis zur Adria. Nach Westen führte die Straße über Stolp und Schlawe nach Kolberg. Zu solchen Fahrten taten sich jeweils mehrere Wagenführer zusammen, oft wohl auch mit bewaffneter Begleitung. Bei der Ausfahrt hatte jeder Wagenführer an den Unterkämmerer in Danzig fünf Ellen Tuch und eine halbe Mark Silber zu zahlen. Auf der Weiterfahrt wurde an jeder landesherrlichen Burg ein weiterer Zoll in Naturalien erhoben. Erst seit etwa 1240 waren alle Abgaben in Geld zu entrichten. Die Quellen sagen nichts von pommerellischen Münzstätten. Es sind auch keine pommerellischen Münzen gefunden worden. Im Zuge der wirtschaftlichen Durchdringung des Ostseeraumes durch das Königreich Dänemark kam dänisches Geld aus Haithabu (Hedeby) in die Küstengebiete, und die sächsischen Münzen aus dem Silber des Rammelsberges bei Goslar strömten in großer Zahl nach Pommerellen.

### Das Ende des Hauses der Samboriden und der Kampf um deren Nachfolge

#### Königreich Polen und Mark Brandenburg

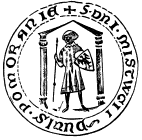
Mestwin II. mit Adler im Schild als DUX POMERANIÆ (Herzog von Pommern)

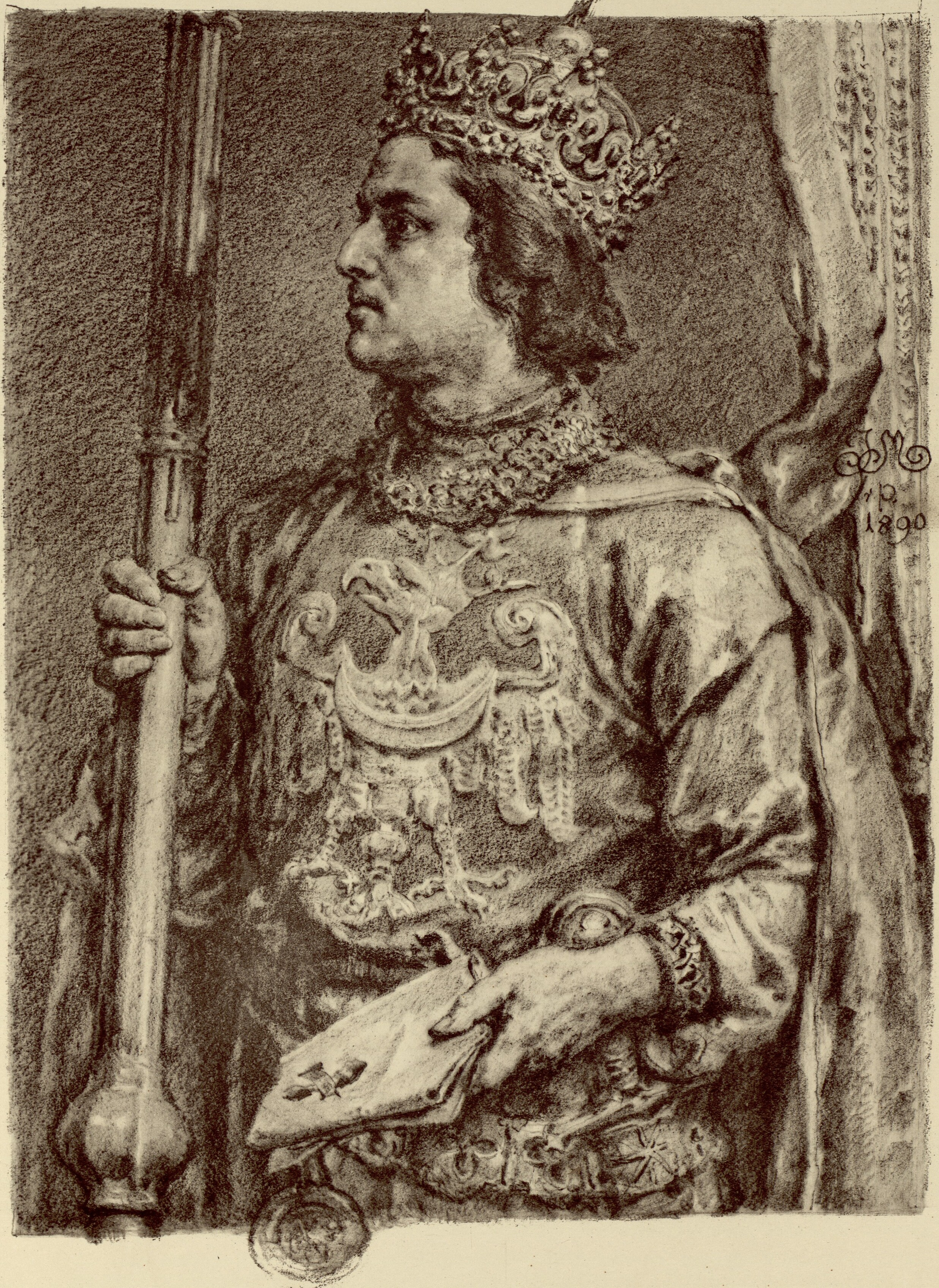
Przemysław II., ein polnischer Herzog aus der großpolnischen Linie der Piasten, ab 1295 König von Polen

Durch den Lehensbrief Kaiser Friedrich I. Barbarossas von 1181 für das westpommersche Herzogtum der Greifen wurden die westpommerschen Herzöge Fürsten des Heiligen Römischen Reichs. Nach Darstellung Friedrich von Dregers hatte Friedrich Barbarossa den Markgrafen von Brandenburg die Lehenshoheit über Pommerellen zugewiesen, das allerdings gar nicht an die Mark Brandenburg grenzte, da seit der Überlassung durch Jacza von Köpenick sich das Stettiner Pommern zwischen oberer Havel und mittlerer Oder weit nach Süden erstreckte, im Südosten an Schlesien und im Südwesten an die Markgrafschaft Meißen grenzte. In der Bestätigung durch Kaiser Friedrich II. wird nicht näher angegeben, auf welches Pommern sich das privilegium liberalitatis beziehe.
1210 führte König Waldemar der Sieger von Dänemark einen Kriegszug nach Pommerellen und zwang Mestwin I. unter seine Lehnshoheit. Nachdem Swantopolk II. „der Große“ (reg. 1220–1266) von Leszek I., Herzog von Krakau und Princeps von Polen, 1227 unter Berufung auf die im 12. Jahrhundert bestandene polnische Lehnshoheit aufgefordert wurde, Tribut zu zahlen und seine Lehnspflicht zu leisten, reagierte dieser mit einem Überfall auf die polnische Landesversammlung, bei dem der polnische König zu Tode kam. Im selben Jahr brach durch die Schlacht bei Bornhöved die dänische Vorherrschaft über die südliche Ostsee zusammen, so dass er seit 1227 völlig unabhängig über Pommerellen herrschte. Swantopolk II. vergrößerte sein Herzogtum um die ursprünglich westpommerschen Länder Schlawe, Stolp und Rügenwalde beträchtlich. Er legte sich als erster der ostpommerschen Herzöge den Titel dux Pomeranorum zu.
In Pommerellen waren wegen bestehender verwandtschaftlicher Verhältnisse auch die westpommerschen Herzöge erbberechtigt; sie führten Kaschubien in ihrer Titulatur. Entsprechend war in einem Vertrag von 1264 mit Mestwin II. für den Fall seines Ablebens der pommersche Herzog Barnim I. als Erbe aller seiner Besitzungen vereinbart worden. Die Herrschaft einer Dynastie, sogar eines einzigen Fürsten über zwei oder mehrere Territorien implizierte allerdings nicht gleiche Lehensbindungen dieser Gebiete, vgl. Herzogtum Burgund und Freigrafschaft Burgund.

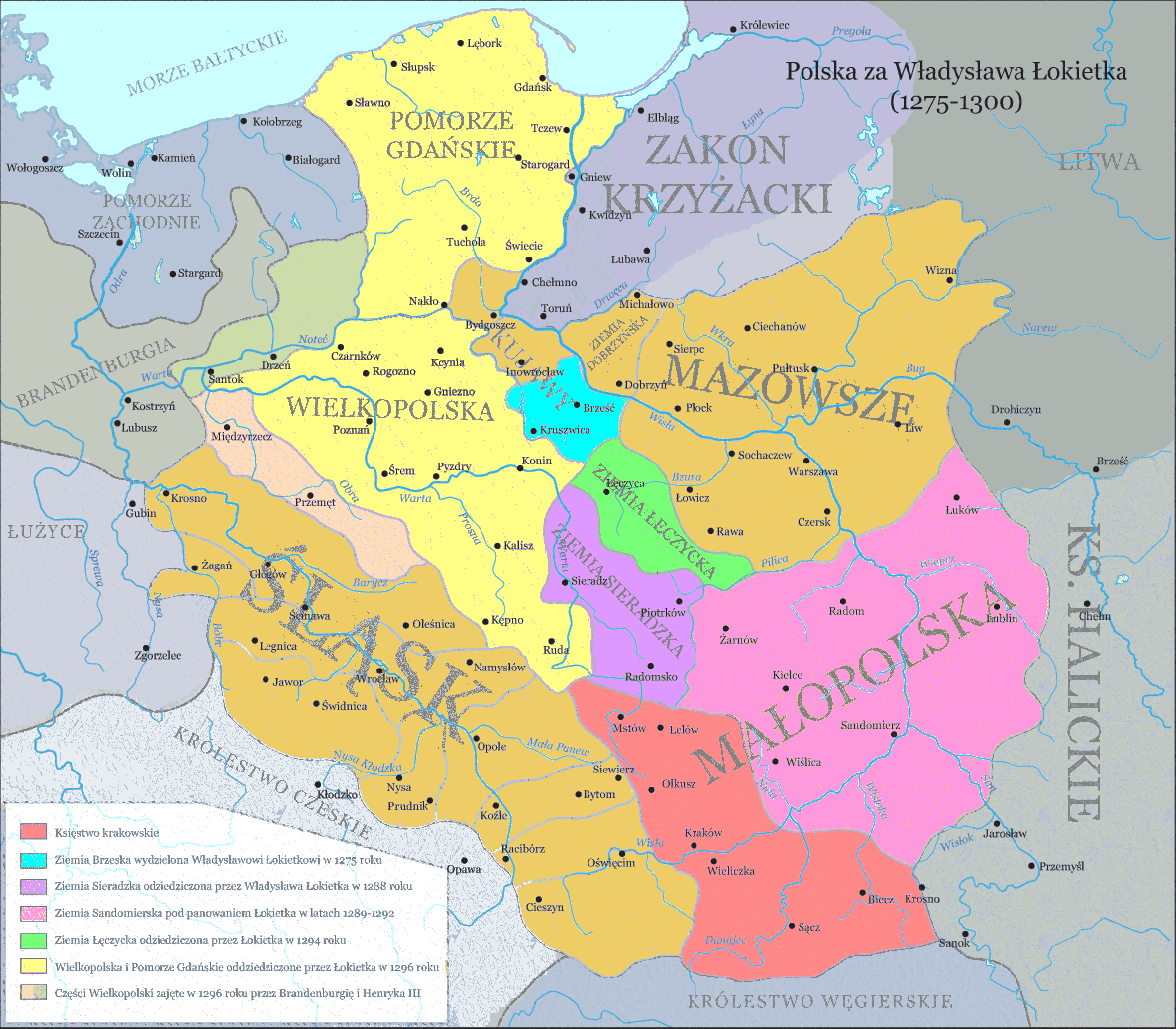
Die Herzogtümer Pommerellen und Großpolen (gelb) in den Jahren 1294–1296 als Teil der Monarchie von König Przemysław von Polen. Gebiete, die unmittelbar nach dem Tod des Königs, 1296, an die Mark Brandenburg verloren gingen, oliv, vorübergehende Verluste an das Herzogtum Glogau, fleischfarben

In der Frühphase seiner Herrschaft verbündete sich der letzte Herrscher von Pommerellen aus der Linie der Samboriden, Mestwin II., kurzzeitig mit den askanischen Markgrafen aus der Mark Brandenburg gegen seine Brüder und Onkel und deren pommerellische Teilherrschaften. Die Verträge von Arnswalde 1269 und Dragebrücke 1273 unterstellten Teile seiner pommerellischen Teilherrschaft brandenburgischer Lehnshoheit, entband Mestwin aber ausdrücklich von der Heeresfolge gegen das polnische Herzogtum Großpolen. Wenig später setzte er sich mit Unterstützung Bolesławs des Frommen, Herzog von Großpolen, gegen ebendiese Brandenburger zur Wehr, als diese sich weigerten, das 1271 eroberte Danzig an ihn, Mestwin, zu übergeben. Mestwin II. änderte später seine Absichten und wollte als seinen Nachfolger in Pommerellen seinen Neffen Herzog Przemysław II., den Sohn Bolesławs des Frommen, einsetzen, mit dem er über die weibliche Seite verwandt war. Mit ihm schloss er am 15. Februar 1282 im Vertrag von Kempen eine „donatio inter vivos“ (Geschenk unter Lebenden) mit dem Ziel, ihm sein Herzogtum zu vererben. Dieser Erbvertrag stand im Gegensatz zu den zuvor eingegangenen Verträgen mit dem Herzogtum Pommern und der Mark Brandenburg. Brandenburg, das auch den Anspruch auf die Lehnshoheit über die Greifen-Herzöge erhob, erkannte diesen Vertrag nicht an. Dies hatte unmittelbar keine Folgen für Herzog Mestwin II. und seine Herrschaft. Dem Deutschen Orden musste Mestwin, aufgrund des Schiedsspruchs eines päpstlichen Legaten, am 18. Mai 1282 das Land Mewe, das Große Werder und einen Teil der Frischen Nehrung abtreten. Dieses Land hatte Mestwins Onkel Sambor II. dem Orden bereits 1276 geschenkt. Der Orden erbaute noch im selben Jahr das Komturschloss in Mewe und fasste damit erstmals Fuß auf dem linken Weichselufer.
Am 25. Dezember 1294 verstarb Mestwin, und Herzog Przemysław II. versuchte, das Herzogtum Pommerellen seinem Machtbereich einzugliedern. Er herrschte ab 1294 über Großpolen und Pommerellen gleichzeitig. Am 26. Juni 1295 wurde dieser in Gnesen durch Erzbischof Jakub Świnka zum polnischen König gekrönt. Anfang Februar 1296 wurde Przemysław von unzufriedenen Mitgliedern der in Großpolen einflussreichen Adelsfamilien Zaremba und den Nałęcz entführt und am Mittwochmorgen, dem 6. Februar, in Rogasen ermordet. Es ist vermutet worden, dass hinter der Tat die Markgrafen von Brandenburg oder auch der Herzog von Böhmen, Wenzel II., gestanden haben könnten, um den entführten König zu Konzessionen zu bewegen.

#### Die böhmischen Přemysliden und Władysław I. Ellenlang

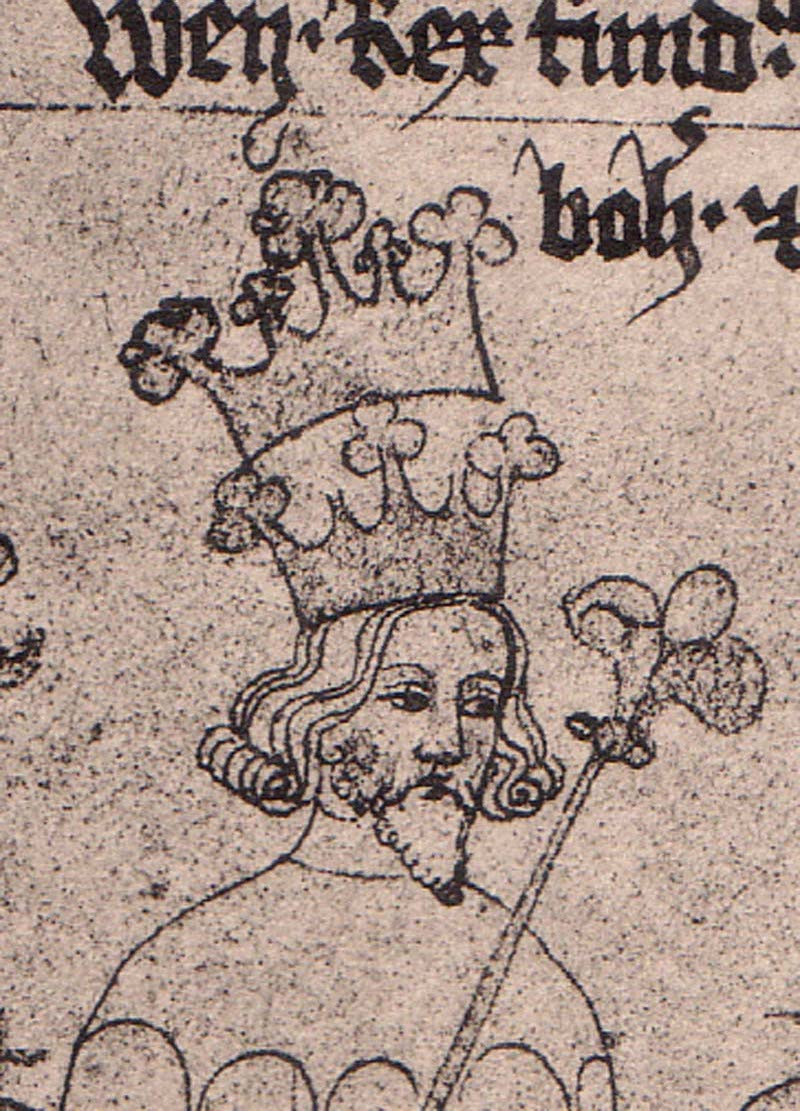
Wenzel II., ein böhmischer Herzog aus dem Adelsgeschlecht der Přemysliden, ab 1297 König von Böhmen und ab 1300 als Wenzel (I.) König von Polen (Abbildung aus dem Chronicon Aulae Regiae)

Da König Przemysław nur die Tochter Rixa Elisabeth hinterließ, begann um seine Nachfolge und das polnische Königtum ein Machtkampf zwischen Herzog Władysław I. Ellenlang und Wenzel II., Herzog von Böhmen, der starke Auswirkungen auf die Geschichte Pommerellens hatte. Zunächst setzte sich Władysław I. Ellenlang 1296 als Erbe und Landesherr von Pommerellen und Großpolen durch. Dabei fielen westliche Teile des Herzogtums Großpolen an die Mark Brandenburg und Herzog Heinrich von Glogau. Mittelfristig behielt jedoch Herzog Wenzel II. von Böhmen, der seit der Inbesitznahme des kleinpolnischen Herzogtums Krakau, 1291, den Anspruch erhob ein König von Polen zu sein, aufgrund seiner militärischen und finanziellen Übermacht die Oberhand. Er vertrieb seinen piastischen Gegenspieler bis 1299 vollständig aus Polen ins Exil, anschließend gliederte er dessen polnische Herrschaften (die Herzogtümer Pommerellen, Großpolen, Kujawien, Sieradz und Łęczyca) seinen übrigen polnischen Herrschaften in Oberschlesien und Kleinpolen an.

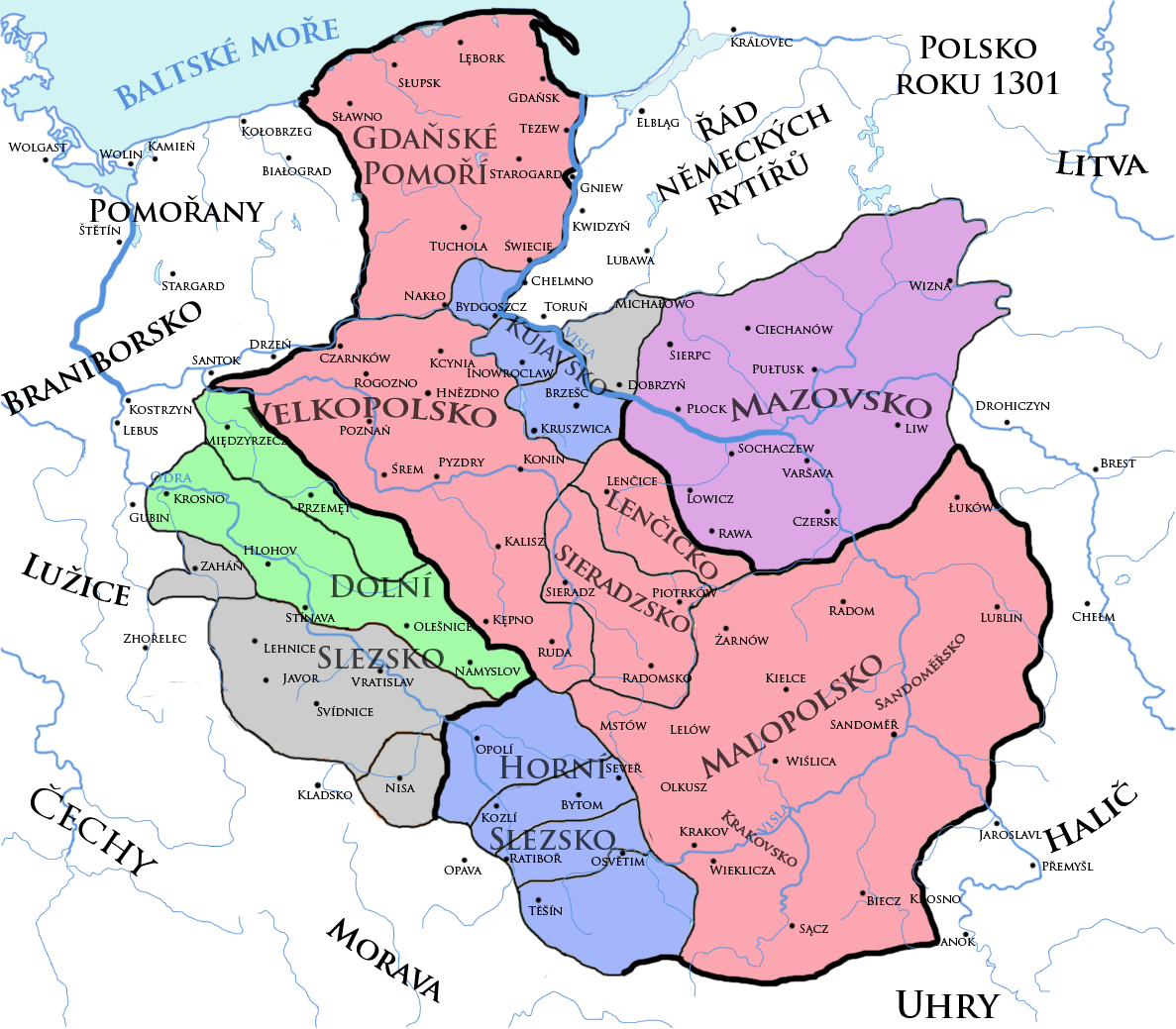
Das polnische Herrschaftsgebiet und Monarchie König Wenzels in seiner Eigenschaft als König von Polen im Jahr 1301. Rot: direkte Herrschaft als Landesherr (vertreten durch „Capitanei“). Blau: Piastische Teilherrschaften, die seine Suzeränität anerkannten. Grau, Grün und Violett: Piastische Teilherrschaften, die ihn 1301 noch nicht als Suzerän und König von Polen anerkannten.

Zur Sicherung der Legitimität verlobte sich Wenzel mit Rixa Elisabeth und ließ sich 1300 von Jakub Świnka in Gnesen zum polnischen König krönen. Zur weiteren Herrschaftssicherung ersuchte er seinen Suzerän für die Lande der böhmischen Krone, König Albrecht I., um Zustimmung für die Übernahme der polnischen Königswürde, während sein polnischer Widersacher Schutz und Aufnahme im Ausland suchen musste. Wenzel kehrte nach Prag zurück und ließ sich in den polnischen (darunter auch pommerellischen) Gebieten durch „Capitanei“, Starosten, vertreten. Die Verwaltung Pommerellens hatte er dem einheimischen Palatin von Danzig, Swenzo, übertragen. Dieses einheimische Geschlecht der Swenzonen (pol. Święcowi) hatte, gestützt auf Neuenburg und umfangreiche Ländereien im Flussgebiet der Brahe mit Tuchel, Größe und Einfluss erlangt.
Als Wenzel II. im Juni 1305 plötzlich verstarb, folgte ihm sein 16-jähriger Sohn Wenzel III. auf dem böhmischen Thron nach. Dieser ernannte einen Sohn des alten Swenzo, Peter von Neuenburg (pol. Piotr Święca), zum Hauptmann von Pommerellen. Herzog Władysław I. war bereits 1304 mit ungarischer Hilfe nach Polen zurückgekehrt. Von Wiślica aus begann dieser, die böhmische Herrschaft in Polen zurückzudrängen. Daraufhin bemühte sich Wenzel III. um die Hilfe des Deutschen Ordens. Er selbst rüstete sich zu einem Kriegszug gegen Władysław I., wurde aber im August 1306 in Olmütz ermordet. Władysław I. konnte seinen alten Besitzstand, die Herzogtümer Pommerellen, Kujawien, Sieradz und Łęczyca einschließlich der kleinpolnischen Herzogtümer Krakau und Sandomir, an der Wende der Jahre 1305/1306 zurückerobern. Großpolen fiel ihm erst nach einem Aufstand des großpolnischen Adels gegen die Herrschaft der Herzöge von Glogau 1314 erneut in die Hände.

#### Die Swenzonen rufen die Brandenburger, Władysław I. Ellenlang ruft den Deutschen Orden

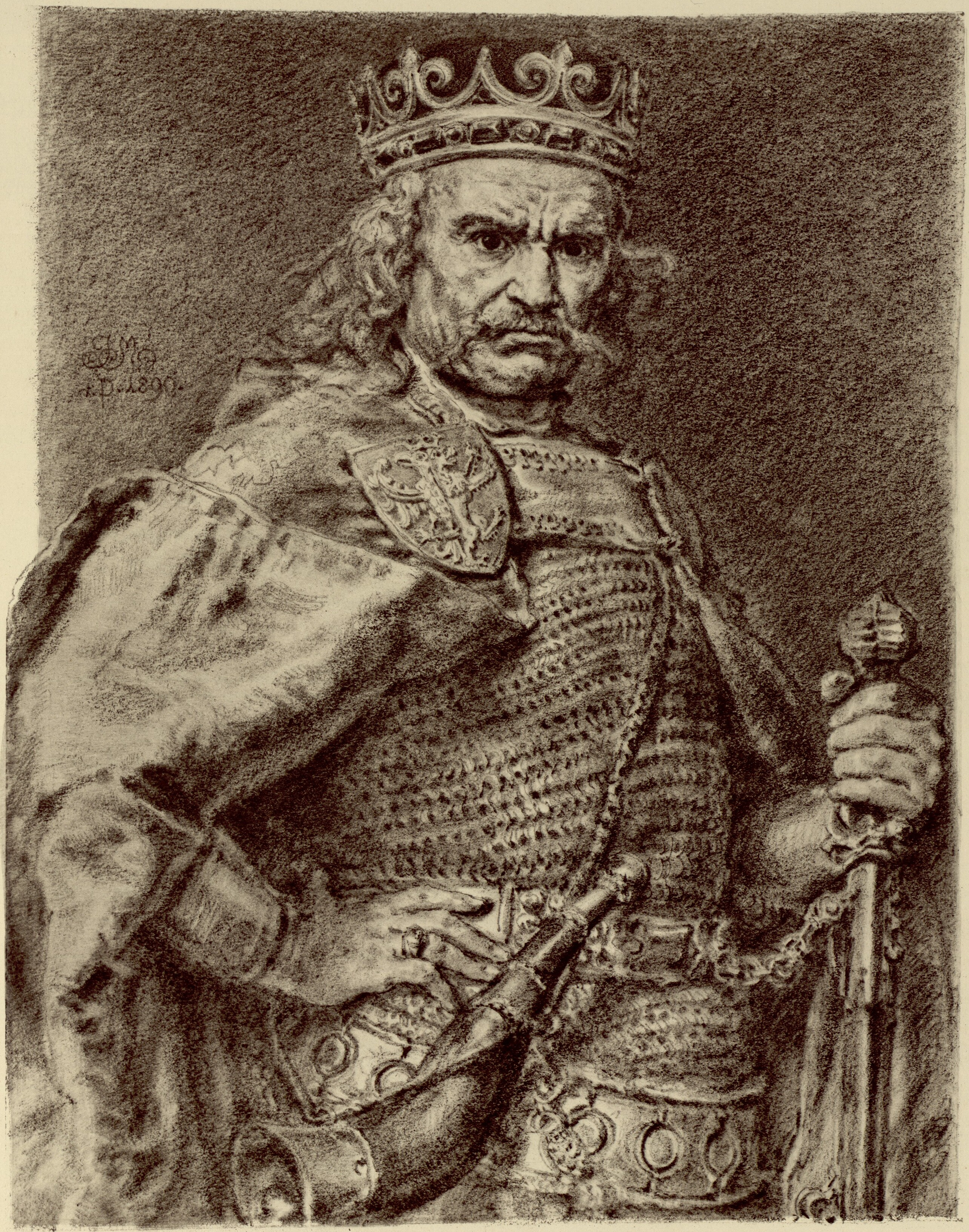
Władysław I. Ellenlang, ein polnischer Herzog aus der kujawischen Linie der Piasten, ab 1320 König von Polen

Władysław I. Ellenlang entmachtete den Swenzonen, Peter von Neuenburg, als Landeshauptmann, mit dem sich auch Gerward, Bischof von Włocławek, überworfen hatte, wegen ausstehender pommerellischer Zehntzahlungen aus dessen Zeit als böhmischer Landesverwalter. Da der aus dem Amt geschasste von Neuenburg die geforderte Geldsumme nicht aufbringen konnte, schloss er im Juli 1307 einen Übergabe- und Unterwerfungsvertrag mit Markgraf Waldemar von Brandenburg, wozu er aber keine Berechtigung als „Ministerialbeamter“ hatte. Im Übergabevertrag erklärten sich die Swenzonen zu brandenburgischen Vasallen und ebneten ihren neuen Lehnsherren damit den Weg, das Gebiet des Herzogtums Pommerellen in Besitz zu nehmen.
Brandenburgische Truppen unter den Markgrafen Otto und Waldemar besetzten im Sommer 1308 die strategisch wichtigsten Punkte. Die damals noch überwiegend slawische Stadt Danzig öffnete ihnen die Tore; die polnisch-kaschubische Besatzung der etwa 300 Meter entfernt gelegenen Burg mit dem Landesrichter von Pommerellen Bogusza und anderen kaschubischen Amtsträgern konnte widerstehen. Władysław I. war durch interne Probleme daran gehindert, seinen Statthaltern in Pommerellen Entsatz zu leisten.
Auf den Rat des dem polnischen Herzog treu ergebenen Dominikanerpriors Wilhelm bat Landesrichter Bogusza mit Zustimmung Władysławs den Deutschen Orden gegen Ersatz der Kosten um Hilfe. Im August 1308 kam Gunter von Schwarzburg, Komtur des Kulmerlandes, mit Truppen nach Danzig, verstärkte die Besatzung der Burg und nötigte die Brandenburger im September zum Abzug. Die Ordensritter bekamen jedoch wegen der Kostenerstattung mit der polnisch-kaschubischen Besatzung Streit, der in Gewalttaten endete.

#### Eroberung durch den Deutschen Orden und das „Danziger Blutbad“

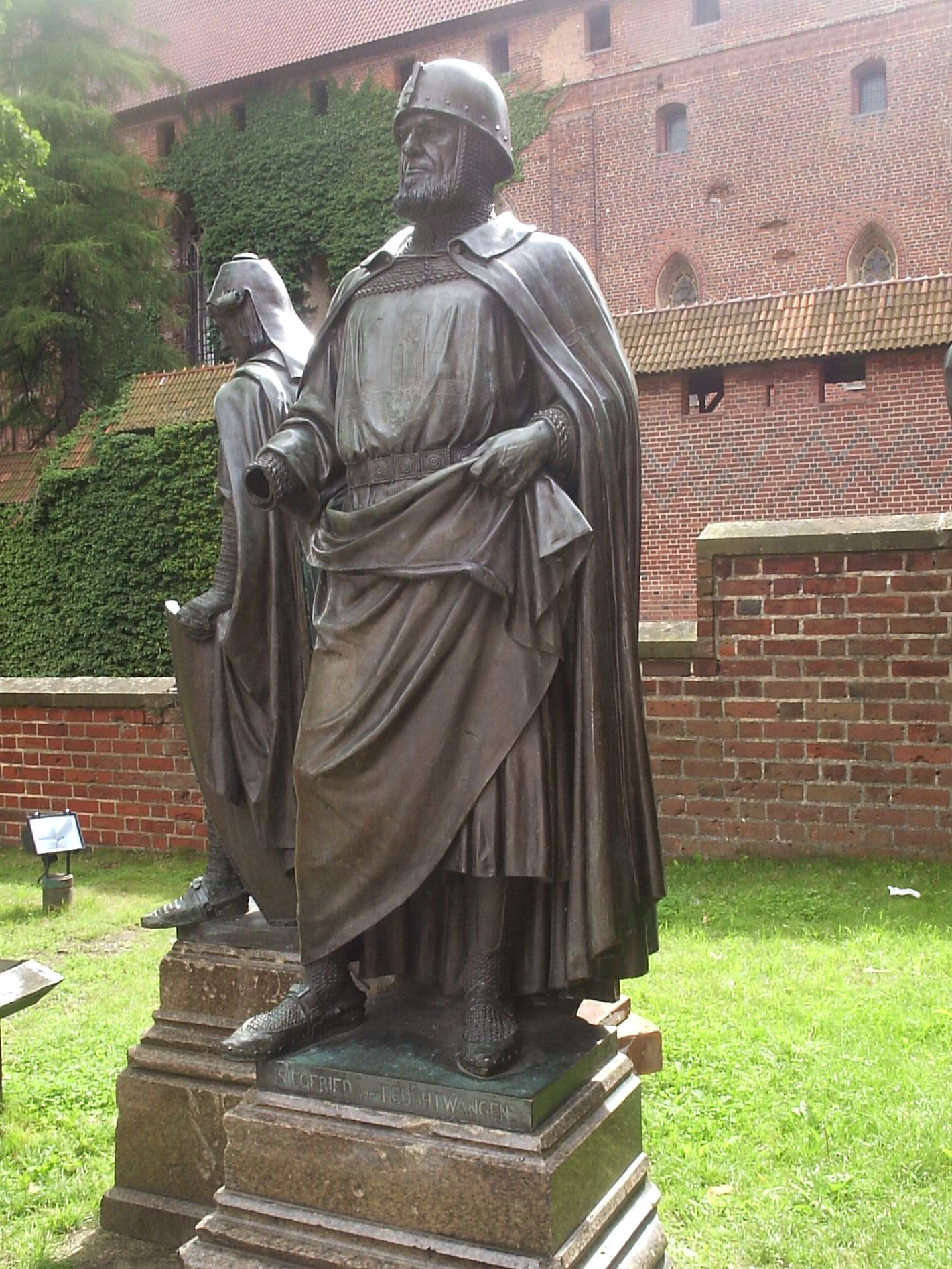
Siegfried von Feuchtwangen, Hochmeister des Deutschen Ordens, ab 1309 Landesherr von Pommerellen

Inzwischen war unter Heinrich von Plötzke, Landmeister von Preußen, eine starke Streitmacht aufgestellt worden. Sie belagerte Danzig. Am 13. November 1308 wurde die Stadt vom Orden eingenommen. Dabei wurden 16 kaschubische Ritter und eine unbekannte Zahl von in der Stadt weilenden Polen und deutschen Bürgern getötet. Die Bürger mussten ihre Häuser zerstören und die Stadt verlassen, die Ritter legten die Stadtbefestigung nieder. Erst nach zwei Jahren durften die Bürger zurückkehren und ihre Stadt auf dem Gelände der „Danziger Rechtstadt“ wieder aufbauen.

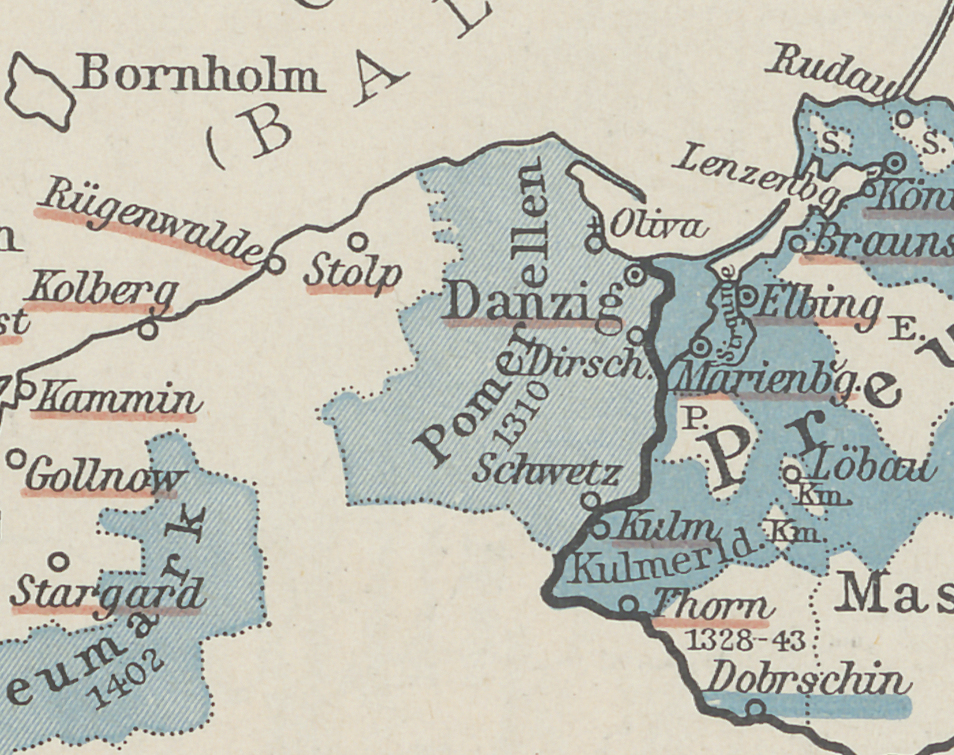
Pommerellen im 14. Jahrhundert als Teil des Deutschordenslandes (deutscher Schulatlas von 1905)

Die Anzahl der bei der Einnahme Danzigs vom Orden getöteten Menschen („Danziger Blutbad“) ist jahrhundertelang ein Streitpunkt zwischen deutschen und polnischen Historikern gewesen. Schon 1310 verklagte der polnische König den Orden beim Papst. Der erste Prozess fand bereits 1310–1312 in Riga statt. In der Bulle Papst Clemens’ V. vom 19. Juni 1310 wird von der Beauftragung des Erzbischofs Johann von Bremen und des Domherrn von Ravenna, Magister Albert von Mailand zu einer Untersuchung wegen schwerer Vorwürfe gegen den Deutschen Orden gesprochen. Diese schweren Vorwürfe beinhalten die Anschuldigung des Mordes an über 10.000 Menschen in der Stadt Danzig.
Die Ordensritter besetzten im Auftrag des Hochmeisters, Siegfried von Feuchtwangen, weite Teile Pommerellens, ohne auf nennenswerten Widerstand zu stoßen. Der Deutsche Ritterorden verlegte anschließend seinen Hochmeistersitz von Venedig in die Marienburg. Władysław I. konnte die sehr hohe vom Orden geforderte Kriegsentschädigung nicht aufbringen, auch weigerte er sich im Gespräch mit dem Landmeister von Preußen, seine Rechte am Herzogtum Pommerellen gegen eine finanzielle Entschädigung an den Orden abzutreten. Die brandenburgischen allerdings strittigen Ansprüche kaufte der Orden dem Markgrafen Waldemar im Vertrag von Soldin, 1309, für die hohe Summe von 10.000 Mark ab. Das Herzogtum Pommerellen wurde damit zwischen zwei deutschen Feudalstaaten geteilt. Bei Brandenburg verblieben bis 1317 die pommerellischen Länder um Stolp, Schlawe, Rügenwalde und Bütow, der größere Rest mit der Hauptfeste Danzig ging an den Hochmeister.

### Pommerellen als Teil des Ordensstaates

#### Sicherung

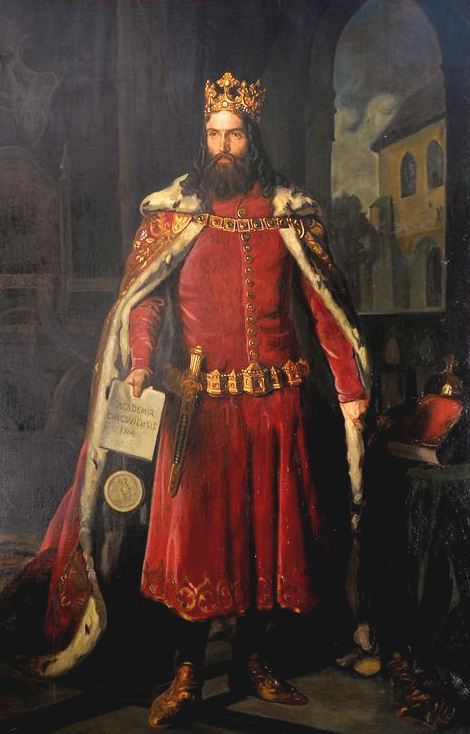
Kasimir der Große, Sohn des Władysław I. Ellenlang, ab 1333 König von Polen. Er schloss 1343 Frieden mit dem Deutschen Orden.

Władysław I. Ellenlang hatte einen Teil der polnischen Herzogtümer (Großpolen, Kleinpolen, Kujawien, Dobrin, Sieradz und Łęczyca) unter seiner Ägide wieder vereinigt und wurde 1320 zum polnischen König gekrönt. Sein erklärtes Ziel war es, Pommerellen dem Deutschen Orden zu entreißen. Vorstöße bei der Kurie in Avignon blieben ohne Wirkung. Er verbündete sich mit dem größten Feind des Ordens, mit Litauen, und verheiratete seinen Sohn Kasimir 1325 mit Aldona-Anna, der Tochter des Großfürsten Gedimin. Der Orden hatte sich dagegen mit dem inzwischen luxemburgischen Königreich Böhmen, mit der Mark Brandenburg und mit drei masowischen Herzögen verbündet.
1327 begann König Władysław I. einen Krieg gegen den Deutschen Orden. Der Krieg bestand aus gegenseitigen Verwüstungsfeldzügen. Als ein Ordensheer aus dem östlichen Großpolen zurückkehrte, griff Ellenlang es am 27. September 1331 bei Płowce an und vernichtete eine der drei Abteilungen. Die Schlacht blieb im Ergebnis unentschieden, wenn auch die psychologische Wirkung dieses ersten Teilerfolgs in offener Feldschlacht gegen den Orden erheblich war. Schließlich konnte der Orden die polnisch-litauischen Angriffe abschlagen und in einer kraftvollen Offensive Kujawien und das Dobriner Land besetzen.
Władysław starb 1333. Sein Sohn, König Kasimir „der Große“, musste in dem Streit nachgeben. Im Vertrag von Kalisch 1343 erkannte er die Herrschaft des Ordens über Pommerellen und das Kulmerland als „endgültig“ an. Dafür gab der Orden das von ihm besetzte Kujawien und das Dobriner Land an das Königreich Polen zurück. Der Verzicht wurde von den polnischen Großen ausdrücklich bestätigt. Kasimir nannte sich in seiner Titulatur später aber weiterhin „heres Pomeraniae“ (Erbe Pommerns), was den Bestimmungen des Vertrags widersprach. Der meerferne, an der Netze gelegene Süden des Landes war immerhin polnisch geblieben. Damit herrschte für einige Jahrzehnte äußerlich Frieden zwischen dem Orden und Polen.

#### Erschließung
Der Orden hatte sich 1309 sofort intensiv dem Ausbau des Landes gewidmet. Im Süden der Komtureien Schlochau und Konitz wurde die Grenze zu Polen durch die planmäßige Anlage von deutschen Dienstgütern und Zinsdörfern gesichert und die Stadt Friedland am Übergang über die Dobrinka an deren Nordufer gegründet. Die pommersche Grenze wurde durch die Städte Baldenburg und Hammerstein und durch deutsche Dienstgüter gesichert.
Im Inneren des Landes gab es zahlreichen geistlichen Streubesitz der Klöster Oliva, Pelplin, Zarnowitz, Zuckau des Bistums Włocławek usw. In den Jahren 1315–1340 wurden die Werder im Weichseldelta eingedeicht und ausschließlich mit deutschen Bauern besiedelt. Die kaschubischen Dörfer im Norden Pommerellens wurden durch die Einführung der deutschen Hufenverfassung und durch die Verleihung des kulmischen Rechts wirtschaftlich leistungsfähiger gemacht. Die Dreifelderwirtschaft und die Schulzenverfassung wurden eingeführt. Neu gegründete Städte wurden Mittelpunkte für den Binnenverkehr der umliegenden Dörfer.

#### Danzig

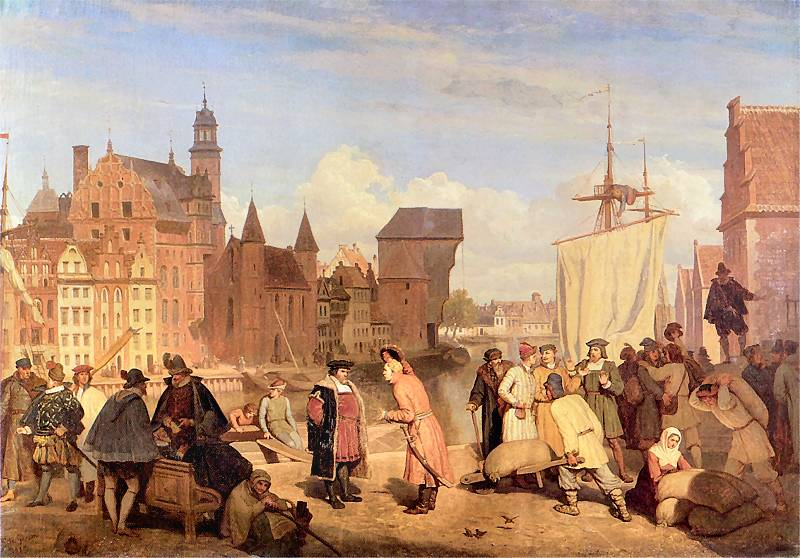
Das Wirtschaftsleben in der bedeutenden Hansestadt Danzig

Einen großen wirtschaftlichen Aufschwung nahmen die großen Städte wie Danzig, das wegen seiner günstigeren Lage das zunächst vom Orden bevorzugte Elbing bald überflügelte. König Przemysław von Polen hatte der Stadt Danzig bereits das magdeburgische anstelle des ursprünglichen lübischen Rechts verliehen. Hochmeister Ludolf König von Wattzau erteilte der Stadt 1342 oder 1343 das kulmische Recht, freilich nur der inneren Stadt, der „richtigen“ Stadt, die davon den Namen der „Rechtstadt“ erhielt. Schon um 1380 war die massive Ummauerung dieser Stadt beendet. Der heute noch erhaltene Stockturm ist ein Überbleibsel dieser mittelalterlichen Befestigung. Der Grundstein für den Neubau der Marienkirche, des größten Kirchenbaus im Ostseeraum, soll 1343 gelegt worden sein. Die Stadt war damals bereits dicht besiedelt gewesen. Der Artushof wird 1350 zum ersten Mal erwähnt. Das Rechtstädtische Rathaus wurde als reines Verwaltungsgebäude um 1380 von Hinrich Ungeradin erbaut.
Danzig war Mitglied der Hanse und wurde gegen Ende des 14. Jahrhunderts Führerin der preußischen Städte. Der Fernhandel war trotz aller damit verbundenen Risiken die Grundlage für das Aufblühen der Stadt. Ausgeführt wurden hauptsächlich Getreide, Holz, Asche und Teer, eingeführt wurden flandrische Tuche, englische Wolle und Salz, vorwiegend aus Lübeck. Im 14. Jahrhundert ließen sich englische Kaufleute in Danzig nieder, erwarben Hausgrundstücke und schlossen sich zu einer Genossenschaft unter Leitung eines „governor“ zusammen.

#### Allianz des Preußischen Bundes und des Königreichs Polen gegen die Herrschaft des Deutschen Ordens

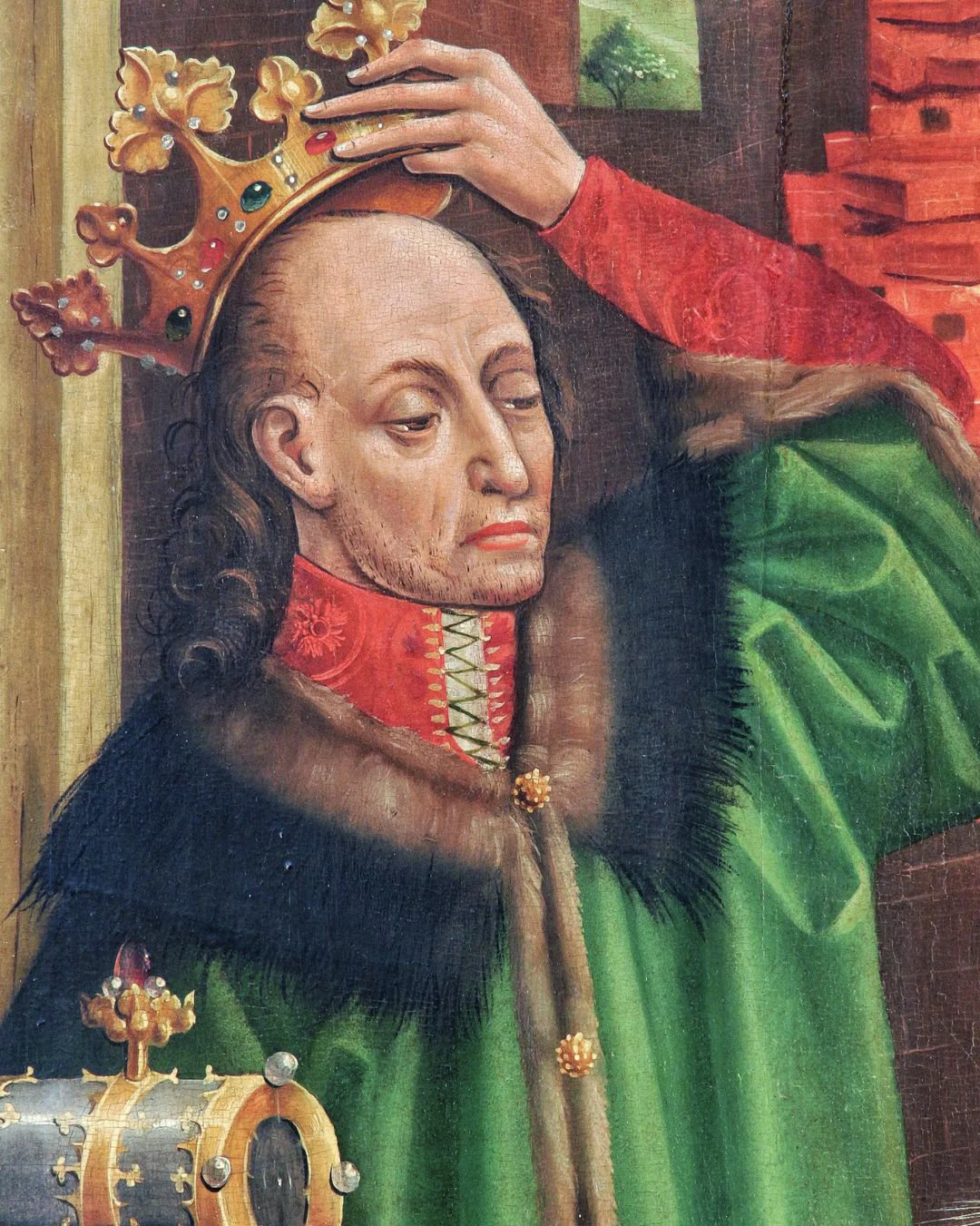
Władysław II. Jagiełło, Großfürst von Litauen, ab 1386 König von Polen. Siegte im Bündnis mit seinem Vetter Vytautas in der Schlacht bei Tannenberg 1410 über den Deutschen Orden.

Seine eigenen umfangreichen Staatsgüter, die Domänen, bewirtschaftete der Orden selbst von eigenen Höfen aus. Die Erträge der Eigenwirtschaften, des Mühlenmonopols und des vom Orden selbst betriebenen Handels ermöglichten es, auf Steuern und Abgaben weitgehend zu verzichten.
Der Eigenhandel des Ordens wurde im Laufe der Jahre von den immer selbstbewusster werdenden Städten jedoch zunehmend als bedrohliche Konkurrenz empfunden. Die Regionaltagungen der preußischen Hansestädte dienten zwar der Vorbereitung gemeinsamen Vorgehens auf den Tagfahrten der Hanse, es kamen natürlich aber auch Beschwerden gegen den Orden zur Sprache.
Die landfremden Ritter ohne familiäre Kontinuität konnten kein Vertrauensverhältnis zu den inzwischen seit Generationen eingesessenen Familien der städtischen Patrizier, aber auch nicht zu dem landständischen Adel, herstellen. Sie wurden als arrogant empfunden. Die eingeborenen Familien hatten keine Möglichkeit, in höhere Verwaltungsstellen des Staates aufzusteigen. Institutionelle Gremien, in denen die Angelegenheiten des Landes mit den Landesherren besprochen werden konnten, gab es nicht. So kam zunehmend Unzufriedenheit im Lande auf.
Auch die außenpolitische Lage hatte sich gegen Ende des 14. Jahrhunderts verändert. Das Kaisertum war durch die Zugeständnisse geschwächt, die Karl IV. den Kurfürsten 1376 machen musste, um die Wahl seines Sohnes Wenzel zum römisch-deutschen König durchzusetzen. Das Papsttum war durch das Abendländische Schisma (1378–1417) handlungsunfähig geworden. Der litauische Großfürst Jogaila (pol. Jagiełło) ließ sich taufen und heiratete die polnische Königin Hedwig von Anjou, die 1384 zum „König von Polen“ gekrönt worden war. Nachdem er versprochen hatte, seine gesamten litauischen und russischen Lande für ewige Zeiten mit der Krone Polens zu verbinden und die „dem polnischen Reiche verlorenen Länder“ – hierbei war in erster Linie an Pommerellen und an das Kulmerland gedacht – wiederzugewinnen, wählte ihn der polnische Adel 1386 zum König von Polen. Dabei nahm Jogaila den Namen Władysław an.
Der Orden war dadurch von einem übermächtigen Feind umgeben, ohne auf die Hilfe von Kaiser oder Papst rechnen zu können. Durch die Christianisierung des litauischen Kernlandes war der Orden zudem in seiner Existenzberechtigung gefährdet. Mit der Unterstützung durch die Kreuzfahrer aus ganz Europa, die den Deutschen Orden im Baltikum während der „Litauerkriege“ zuvor unterstützt hatten, war nicht mehr zu rechnen. Auch die Kriegstechnik hatte sich verändert. Erste Feuerwaffen kamen auf. Ritterheere waren auf die Unterstützung von Söldnern angewiesen, die bezahlt werden mussten.

#### Krieg und Erster Friede von Thorn

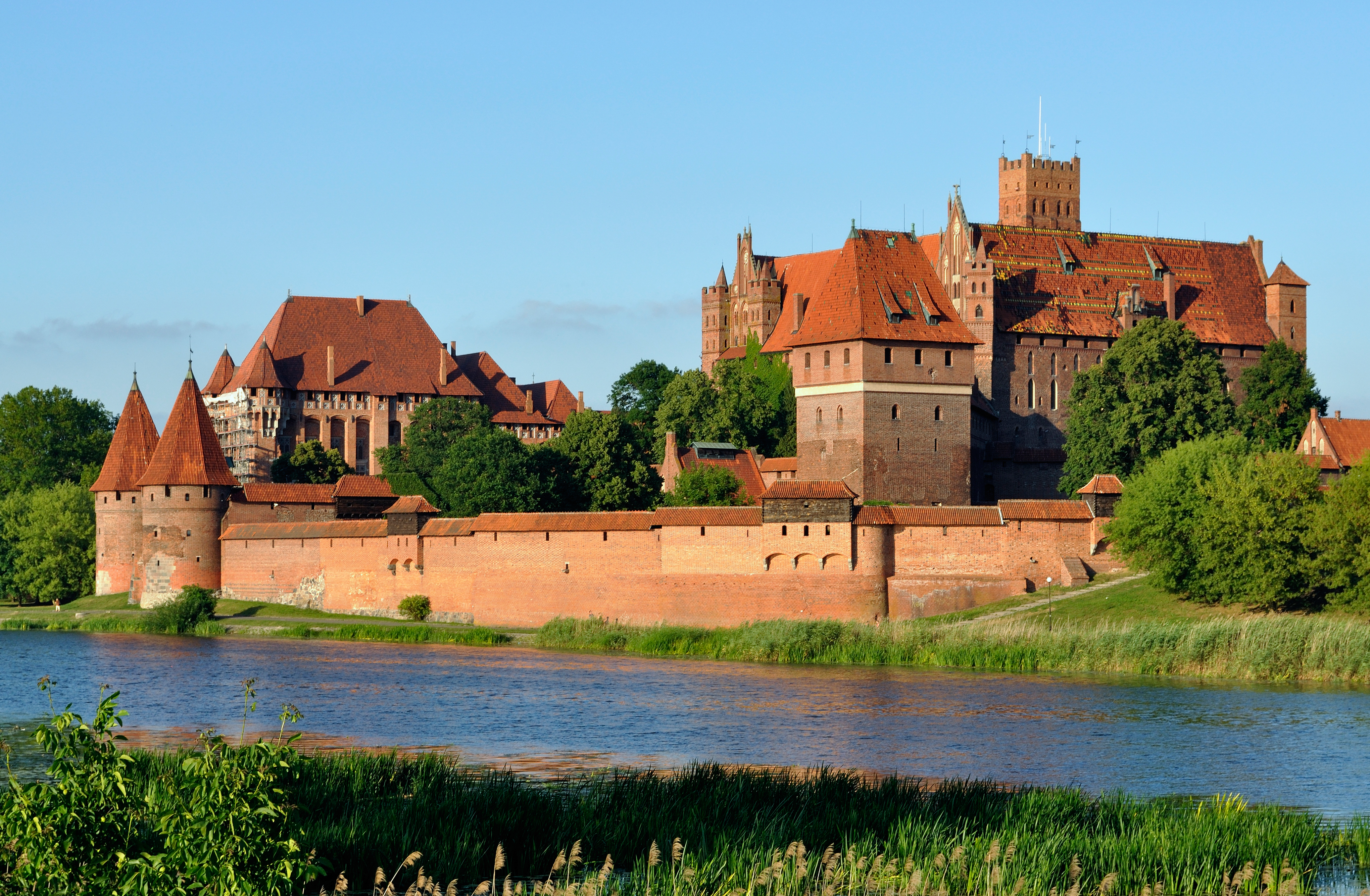
Die Ordensburg Marienburg, ein Symbol der Macht des Deutschen Ordens im Baltikum, ab 1309 die „Hauptstadt“ des Ordens

1409 begann der Orden einen Präventivkrieg gegen Polen und Litauen, der zunächst ohne größere Kämpfe durch die Besetzung des Dobriner Landes erfolgreich für den Orden verlief. Während eines Waffenstillstandes gab der als Schiedsrichter angerufene König Wenzel von Böhmen am 15. Februar 1410 einen dem Orden günstigen Schiedsspruch ab, den Polen aber ablehnte. Nach Ablauf des Waffenstillstandes begann der Krieg wieder am 24. Juni. Er führte zu der für den Orden vernichtenden Schlacht am 15. Juli 1410, die in der deutschen Geschichtsschreibung als Schlacht bei Tannenberg, bei den Polen als Schlacht bei Grunwald bekannt geworden ist. In der Schlacht kam der Hochmeister Ulrich von Jungingen um. Das siegreiche polnisch-litauische Heer rückte auch in Pommerellen ein. Viele der kleinen Städte und der Landadel huldigten dem polnischen König. Nur Rheden, Schwetz, Konitz und Schlochau hielten zum Orden.

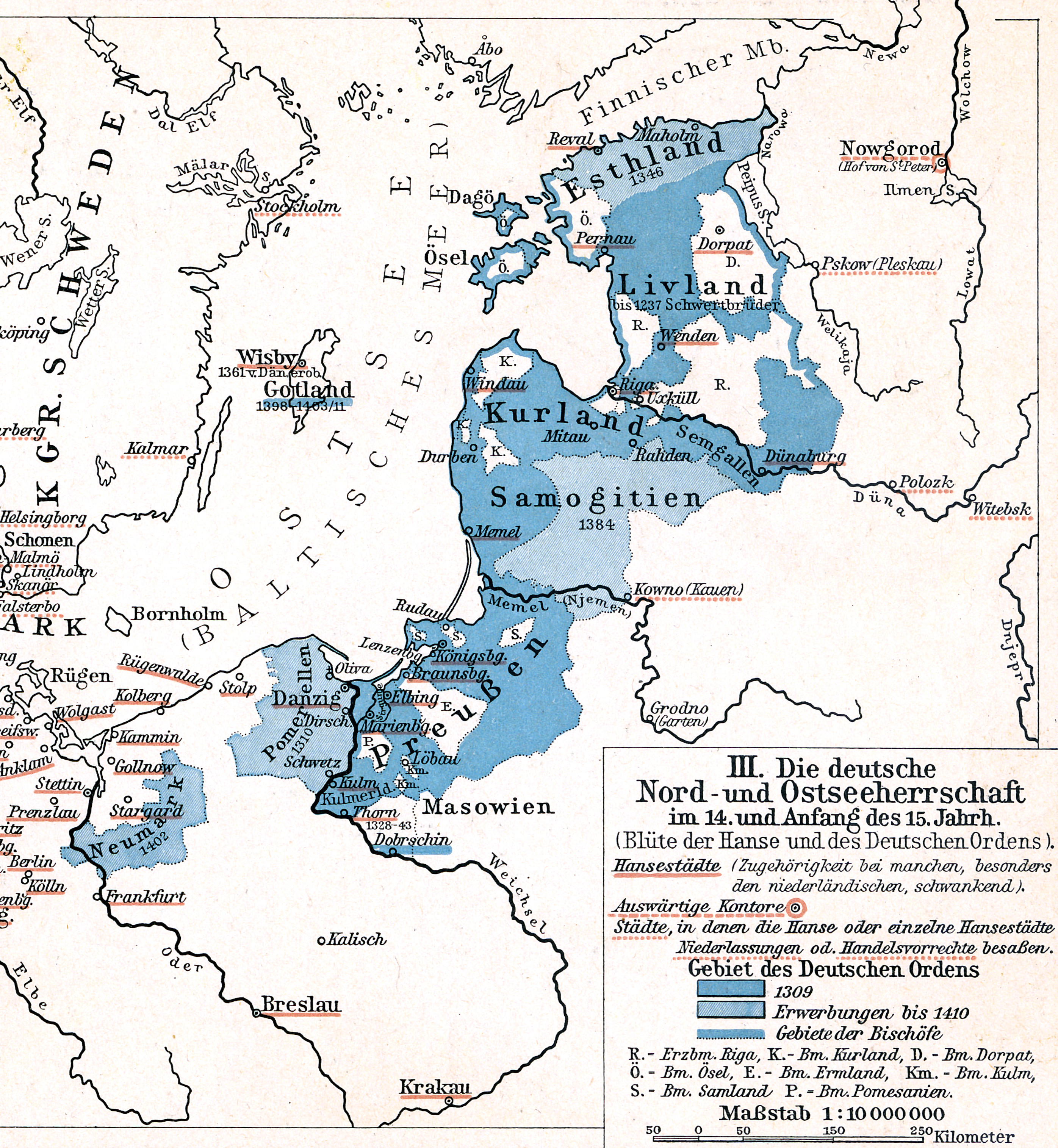
Das weltliche Herrschaftsgebiet des Deutschen Ordens um 1410

Die siegreichen Polen, Litauer, Ruthenen und Tataren hatten die Marienburg belagert. Der König musste die Belagerung aber abbrechen, weil dem Orden von Deutschland her Hilfe nahte, im Belagerungsheer Seuchen ausgebrochen waren und der Litauerfürst Witold, ein Vetter Jogailas, abgezogen war, um sein Land gegen eine Bedrohung von Livland her zu schützen. Schnell ging die Initiative wieder auf den Orden über. Innerhalb von 14 Tagen nach Aufhebung der Belagerung war fast das ganze Land wieder in den Händen des Ordens.
Am 9. November 1410 wurde der erfolgreiche Verteidiger der Marienburg, Heinrich von Plauen, vom Generalkapitel des Ordens einstimmig zum Hochmeister gewählt. Er konnte am 1. Februar 1411 auf einer Weichsel-Insel bei Thorn mit Polen und Litauen Frieden schließen, den Ersten Frieden von Thorn. Der Orden behielt sein ganzes altes Gebiet einschließlich der Neumark und verzichtete nur auf das Dobriner Land „für immer“. Der Orden musste aber zur Auslösung der zahlreichen vornehmen Gefangenen die bedeutende Summe von 100.000 Schock böhmische Groschen zu bestimmten Terminen an den König von Polen zahlen.
Der neue Hochmeister griff mit brutaler Härte durch, um die Untertanen zu bestrafen, die dem polnischen König nach der Schlacht von Tannenberg so schnell gehuldigt oder Verhandlungen aufgenommen hatten. Am schlimmsten war es in Danzig, dessen Komtur ein gleichnamiger Bruder des Hochmeisters war. Er lud die beiden Bürgermeister Conrad Letzkau und Arnold Hecht sowie den Ratsmann Bartel Groß, einen Schwiegersohn Letzkaus, auf das Schloss und ließ sie dort in der folgenden Nacht ohne Recht und Urteil ermorden. Die Leichen wurden nach Intervention beim Hochmeister erst acht Tage danach vor das Burgtor geworfen. Die Bürgerschaft war ungeheuer erregt. Der Vorfall stand noch in den dreißiger Jahren des 20. Jahrhunderts in Danziger Volksschul-Lesebüchern.

#### Dreizehnjähriger Krieg und Zweiter Friede von Thorn

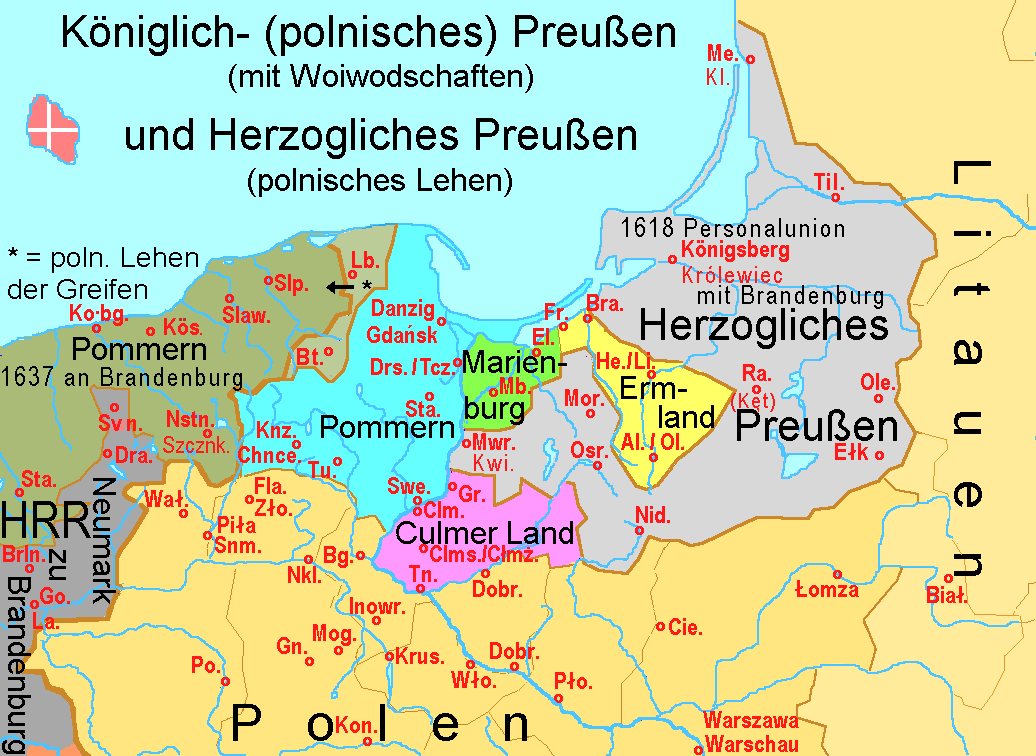
Hellgrau: „Deutschordensstaat in Preußen“ als Lehen des polnischen Königs, ab 1525 Herzogliches Preußen genannt;
Farbig: „Preußen königlichen Anteils“ eingeteilt in die drei Woiwodschaften Kulm, Marienburg und Pommerellen und das Fürstbistum Ermland verbunden in einer Union mit der polnischen Krone;
Khaki: Lande Lauenburg und Bütow als Pfandbesitz der Herzöge von Pommern (Politischer Stand des Jahres 1466)

Hochmeister Heinrich von Plauen wollte sich nicht mit dem Frieden abfinden. Er begann aufzurüsten. Dafür und für die Zahlungsverpflichtungen aus dem Friedensvertrag benötigte er Geld. Das sollten die Städte und Adel zahlen. Die Situation wurde für das Land nicht besser, als Heinrich von Plauen 1413 abgesetzt wurde. Die Spannungen nahmen sogar wieder zu.
Am 4. Februar 1454 kündigte der Preußische Bund dem Orden den Gehorsam auf und verbündete sich mit dem Königreich Polen gegen die Herrschaft des Hochmeisters. Es begann ein wohlvorbereiteter Aufstand. In wenigen Tagen war der größere Teil des Landes in den Händen der Aufständischen. Alle Burgen des westlichen Preußen (Pommerellen) mit Ausnahme der deutschritterlichen Hauptfeste Marienburg und Marienwerder waren von Bundestruppen besetzt.
Schließlich waren die Finanzkräfte des Deutschordensstaates gegenüber der polnisch-preußischen Allianz zu erschöpft. Vermittlungsversuche des Bürgermeisters Castorp aus Lübeck in den Jahren 1463/64 scheiterten. Jedoch führten intensive Verhandlungen des päpstlichen Legaten Rudolf von Rüdesheim, Bischof von Lavant, zum Erfolg. Der Zweite Frieden von Thorn wurde am 19. Oktober 1466 geschlossen. Der Deutsche Orden musste das Ende seiner Herrschaft über Pommerellen, Erm- und Kulmerland einschließlich der Ordensburg Marienburg mit Umland anerkennen. Die übrige weltliche Herrschaft des Deutschen Ordens („Deutschordensstaat in [Ost-]Preußen“) wurde zu einem Lehen des polnischen Königtums. Der Hochmeister verlegte seine Hauptresidenz von der Ordensburg Marienburg nach Königsberg. Das Gebiet Pommerellens, Städte des Preußischen Bundes, vor allem die Stadtrepubliken Danzig, Elbing und Thorn, sowie das Fürstbistum Ermland wurden Teil des „Preußens Königlichen Anteils“ (Königlich-Polnisches-Preußen). Das Staatswesen war ein Ständestaat mit eigner Ständeversammlung unter der Hoheit des polnischen Königs, bewahrte aber, gleich dem Hochmeister zu Königsberg, deutsche Amtssprache und weitgehende Autonomie im Innern. Die polnisch gewordenen Lande Lauenburg und Bütow gingen als Pfandherrschaft an Herzog Erich II. von Pommern als Dank für dessen Unterstützung im Krieg gegen den Orden.

### Pommerellen als „Preußen Königlichen Anteils“ unter polnischer Krone

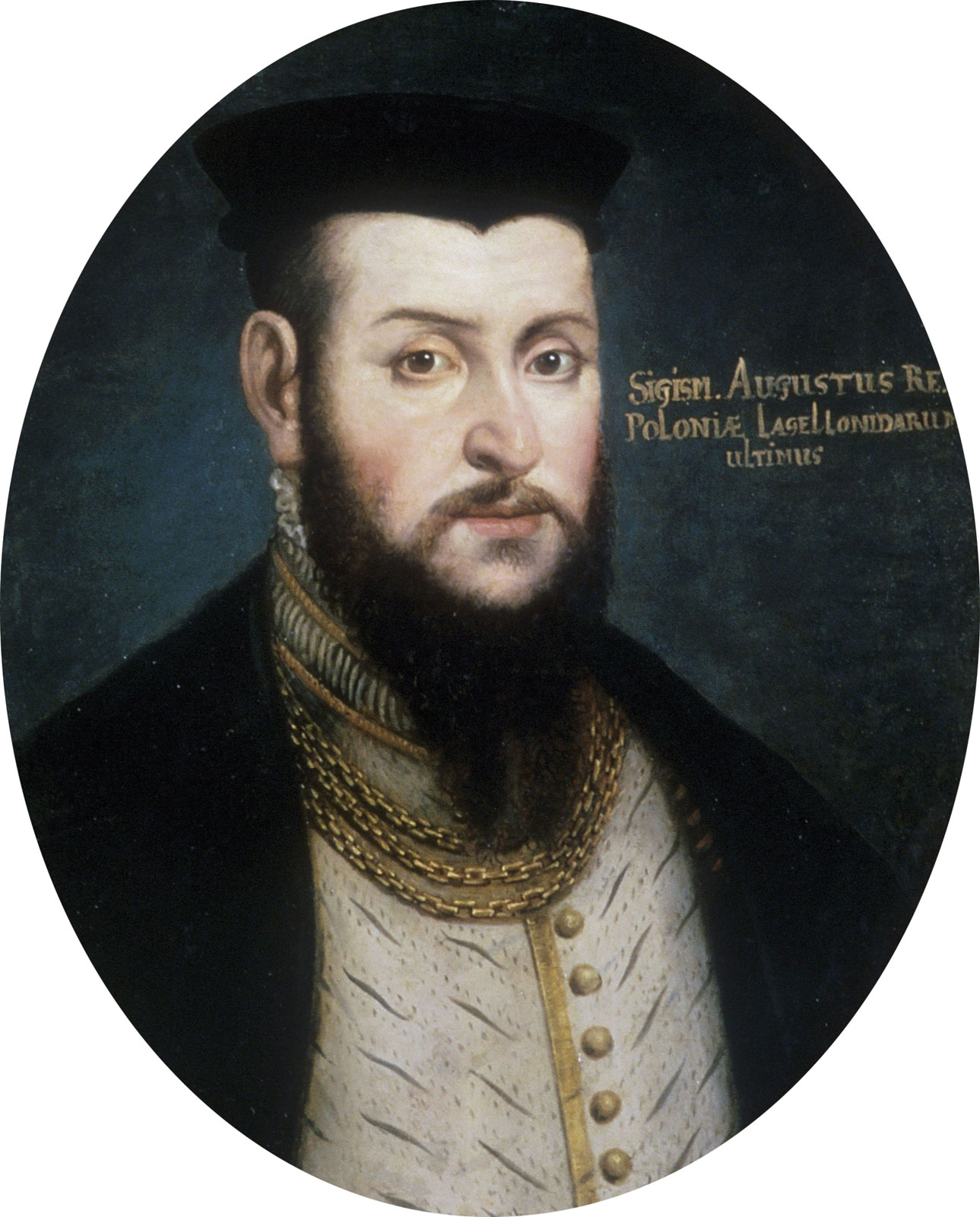
Sigismund II. August, König von Polen und Großfürst von Litauen, ab 1569 Mitbegründer und der erste Herrscher der (I). Rzeczpospolita, sowie Landesherr des autonomen Preußen Königlichen Anteils

„Preußen Königlichen Anteils“ war ab 1454/1466 zunächst nur in einer nicht klar definierten „Union“ mit der polnischen Krone verbunden. Die Autonomie „Königlich Preußens“ unter den Ländern der polnischen Krone beinhaltete eigene Landtage mit Deutsch als Verhandlungssprache, eine eigene Landesregierung (Landesrat (Polnisch-Preußen)), eigene Münze, eigene Wehrhoheit der großen Städte, das Recht der großen Städte, eigene diplomatische Verbindungen mit dem Ausland zu unterhalten, eine Ius indigenatus. Eingeteilt war das Gebiet, abgesehen vom Fürstbistum Ermland, in drei Woiwodschaften, von denen die Woiwodschaft Pommerellen flächenmäßig die größte war.
Im Reiterkrieg 1519–1521 versuchte der letzte Hochmeister des Ordensstaates, Albrecht von Hohenzollern, sich von der Vorherrschaft der polnischen Krone zu lösen. Das Gebiet des Königlichen-Preußens wurde zu einem Zentrum von Schlachten und Belagerungen. Nach ergebnislosen Kämpfen wurde zwischen den Parteien 1521 eine Waffenruhe geschlossen. Den Waffenstillstand nutzte Hochmeister Albrecht zu einer Reise nach Deutschland, die ihn zu einer grundlegenden Änderung seiner Politik bewog. Auf Anraten Martin Luthers führte er 1525 in seinem Herrschaftsgebiet die lutherische Reformation ein, löste das Hochmeisteramt auf und ließ sich im Vertrag von Krakau von König Sigismund I. „der Alte“ mit der weltlichen Herzogswürde in Preußen belehnen. Der Deutsche Orden in Preußen wurde in seiner Funktion als eine Ordensgemeinschaft säkularisiert und die weltliche Herrschaft des „Deutschen Ordens in Preußen“ wandelte sich als Herzogliches Preußen zum ersten protestantischen Staatswesen in Europa unter polnischer Suzeränität.

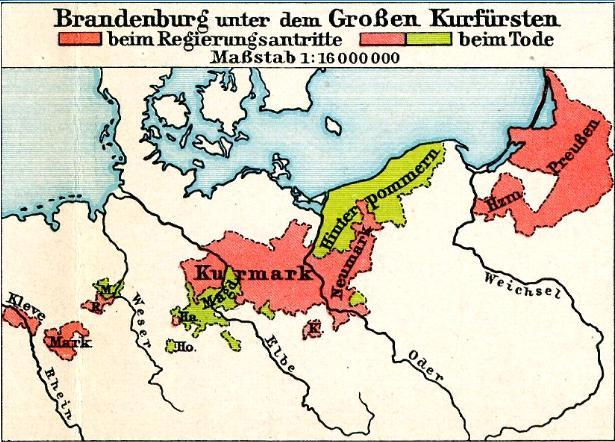
Die Monarchie des Hauses Brandenburg-Preußen in den Grenzen von 1701, bestehend aus dem Kurfürstentum Brandenburg im Reich (auf der Karte „Kurmark“) und dem souveränen Königreich Preußen (auf der Karte „Herzogtum Preußen“). Beide Staatsglieder, die Kurmark und Kgr. Preußen, bis 1772 territorial durch Polnisch-Preußen voneinander getrennt.

Vor dem Hintergrund des Aussterbens der herrschenden polnisch-litauischen Dynastie der Jagiellonen im Mannesstamm (1572), beschlossen die Stände der Länder Polen und Litauen mit König und Großfürst Sigismund II. August an der Spitze die Einführung einer Wahlmonarchie in beiden Staaten, sowie die Verschmelzung des Königreichs Polen, des Königlichen Preußen und des Großfürstentums Litauen zur I. Rzeczpospolita. Königlich Preußen, das sich ursprünglich als autonomes Staatsgebilde freiwillig unter den Schutz der Krone Polens gestellt hatte, verlor durch den sogenannten „parlamentarischen Staatsstreich von Lublin“ (1569) und das Dekret vom 16. März 1569 des polnischen Königs Sigismund II. August den Autonomie-Status weitgehend. In der Realunion zu Lublin, 1569, wandelten sich die zuvor in einer lockeren Personalunion von einem gemeinsamen Herrscher regierten, aber voneinander rechtlich unabhängigen Staaten, zu einem dualistischen Unionsstaat mit gemeinsamen staatlichen Institutionen. Dabei wurde der Widerstand auch mit Gewalt gebrochen, etwa durch Inhaftierung der Danziger Gesandtschaft, u. a. mit Albrecht Giese. Der erste freigewählte Herrscher von Polen-Litauen (I. Rzeczpospolita) wurde 1573 der Kapetinger Heinrich von Valois.
Im Vertrag von Oliva, 1660, gewann der Kurfürst von Brandenburg und Herzog in Preußen die Souveränität über das „Herzogtum in Preußen“ von Polen-Litauen. In einer Standeserhebung, 1701, erhob sich Kurfürst Friedrich III. von Brandenburg in seiner Eigenschaft als „Herzog in Preußen“ zum ersten souveränen „König in Preußen“, damit entstand aus dem „Herzogtum in Preußen“ das hohenzollernsche Königreich Preußen, das zunächst nur das Gebiet der späteren Provinz Ostpreußen umfasste ohne das Ermland. König Friedrich I. von Preußen legte durch seine Krönung das Fundament für den Aufstieg der Monarchie des Hauses Brandenburg-Preußen zu einer europäischen Großmacht.

### Pommerellen als „Westpreußen“ Bestandteil Preußens

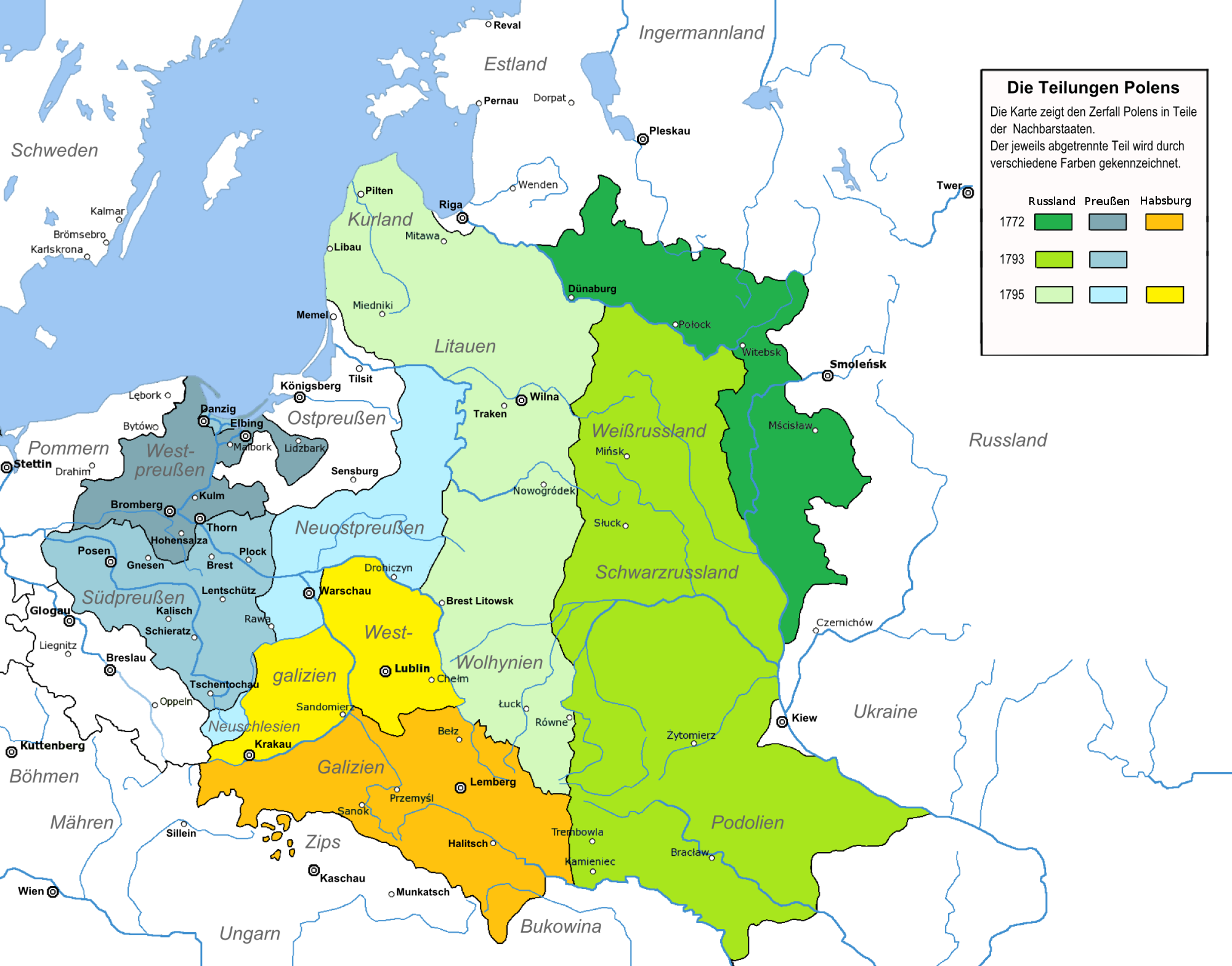
Die Auflösung Polen-Litauens durch die drei Teilungen Polens 1772, 1793 und 1795 durch Preußen, Österreich und Russland

Durch die drei Teilungen Polens am Ende des 18. Jahrhunderts, die in Zusammenarbeit des preußischen Königs Friedrich II. mit der russischen Kaiserin Katharina II. in Sankt Petersburg realisiert worden waren, kam das vom Deutschordensstaat abgefallene autonome, bis dahin unter der Oberhoheit der polnischen Krone stehende Preußen Königlichen Anteils mit dem Fürstbistum Ermland und dem Netzedistrikt an das hohenzollernsche Königreich Preußen, das bis 1771 territorial deckungsgleich war mit dem Herzogtum Preußen. Dabei wurde das Gebiet Pommerellens in die Provinz Westpreußen eingegliedert. Die besondere Landesautonomie unter polnischer Krone wurde abgeschafft und die Stände entmachtet, die sich dann innerhalb der Absoluten Monarchie der Hohenzollern widerspruchlos einzufügen hatten. Die Annexion des Staatsgebiets musste die militärisch wehrlose I. Rzeczpospolita unter dem Eindruck preußisch-russischer Bajonette im Vertrag von Warschau 1773 „völkerrechtlich“ anerkennen.
In den Jahren 1796 bis 1806/1807, nach Auflösung der I. Rzeczpospolita, bestand die Monarchie der Hohenzollern aus dem Königreich Preußen (eingeteilt in Westpreußen, Ostpreußen, Südpreußen, Neuostpreußen, Neuschlesien) sowie dem Kurfürstentum Brandenburg im Reich. Mit dem Aufgehen des Hohenzollernstaats im Zweiten Deutschen Kaiserreich, 1871, war Pommerellen bis 1919 Teil des deutschen Nationalstaats.

### Pommerellen als Bestandteil der Zweiten Polnischen Republik
Nach 1919 wurde der größte Teil Westpreußens durch den Vertrag von Versailles ohne Volksabstimmung aus der Weimarer Republik herausgelöst und in den „Polnischen Korridor“ bzw. die Freie Stadt Danzig aufgeteilt. In der Zweiten Polnischen Republik wurde erneut eine Woiwodschaft Pommerellen mit der Hauptstadt Thorn eingerichtet.
Neben historischen, wirtschaftlichen, und nicht zuletzt machtpolitischen Erwägungen wurde dies begründet mit dem hohen Anteil polnischer bzw. kaschubischer Einwohner in Pomerellen bzw. dem neuen Korridor. 1919 lebten in Pommerellen 412.000 Deutsch-, 433.000 Polnisch- und 120.000 Kaschubischsprachige. Die Polnische Regierung, deren Kurs bis 1926 von den National- und Christlichen Demokraten bestimmt wurde, verfolgte nach der Angliederung Pommerellens das erklärte Ziel, den deutschen Bevölkerungsanteil zu reduzieren. Maßnahmen waren die Nichtanerkennung der Staatsbürgerschaft, die Ausweisung nach erfolgter Option gemäß Artikel 297b des Versailler Vertrags sowie die Liquidation von Haus- und Grundbesitz. Die Abwanderung der Deutschen vollzog sich aus den Städten rascher als aus den ländlichen Gebieten. Infolgedessen war ab 1921 ihr Anteil umgekehrt zur Situation bis 1918, in den Landkreisen höher als in den Stadtkreisen. Ihre Zahl ging bis 1931 auf 105.000 Personen zurück.
Durch den Ausbruch des Zweiten Weltkriegs infolge des Überfalls auf Polen 1939 ging die zweite Woiwodschaft Pommerellen unter, und das besetzte Gebiet wurde vorübergehend völkerrechtswidrig annektiert durch das Dritte Deutsche Reich der Nationalsozialisten.

### Pommerellen als Bestandteil der Volksrepublik Polen und Dritten Polnischen Republik
Am Ende des Zweiten Weltkriegs eroberte die Rote Armee Danzig mit Pommerellen und übergab es Ende März 1945 der Volksrepublik Polen. Seit dem Ende der kommunistischen Einparteienherrschaft, 1989, gehört Pommerellen der Dritten Polnischen Republik an.

### Pommerellen zwischen Deutschen und Polen
Nach preußisch-deutscher Lesart werden Pomerellen und Danzig als Teile der auf dem Deutschordensstaat basierenden 700 Jahre alten Einheit Preußen betrachtet, die nach der 300-jährigen Abtrennung als autonomes Königlich Preußen 1772 mit dem hohenzollernschen Königreich Preußen politisch „wiedervereinigt“ wurden, während man immer durch die gemeinsame deutsche Sprache kulturell verbunden war und die fremdsprachigen Minderheiten in Preußen nur eine unwichtige und im Arbeitsleben untergeordnete Rolle spielten. Durch die Germanisierung zahlreicher Ortsnamen zwischen 1772 und 1919 wurde das historische polnische Erbe teils auch symbolisch zerstört.
Vom polnischen Standpunkt aus, wird Pommerellen als der ursprünglich und traditionell polnische Teil Pommerns betrachtet, der im Gegenteil zu den östlich der Weichsel gelegenen Gebieten des Königlichen Preußen niemals durch die Prußen besiedelt wurde, der aber trotzdem zwischen 1309 und 1454/1466 rechtswidrig durch Deutschordensstaat vorübergehend gewaltsam erobert wurde und dadurch teilweise germanisiert werden konnte, der dennoch gegenüber dem 1454 geäußerten pro-polnischen politischen Willen danach wieder ein Teil der polnischen Krone bis zu ihrem Niedergang infolge der Teilungen 1772/1793/1795 bildete, und deswegen dem wiederhergestellten polnischen Staat 1919/1920 zugeteilt wurde. Im Gegenteil zur preußisch-deutschen Lesart, betrachtet die polnische Historiographie auch die Lande Lauenburg und Bütow, das Kulmerland und das Michelauer Land als Teilen Pommerellens. Der deutschsprachige Aspekt wurde als ein Ergebnis des Eingriffs des Deutschen Ordens betrachtet und war somit eine Folge des historischen Unrechts und wurde deswegen als minderbedeutend dargestellt oder durch Polonisierung zahlreicher Ortsnamen verschleiert.

## Karten

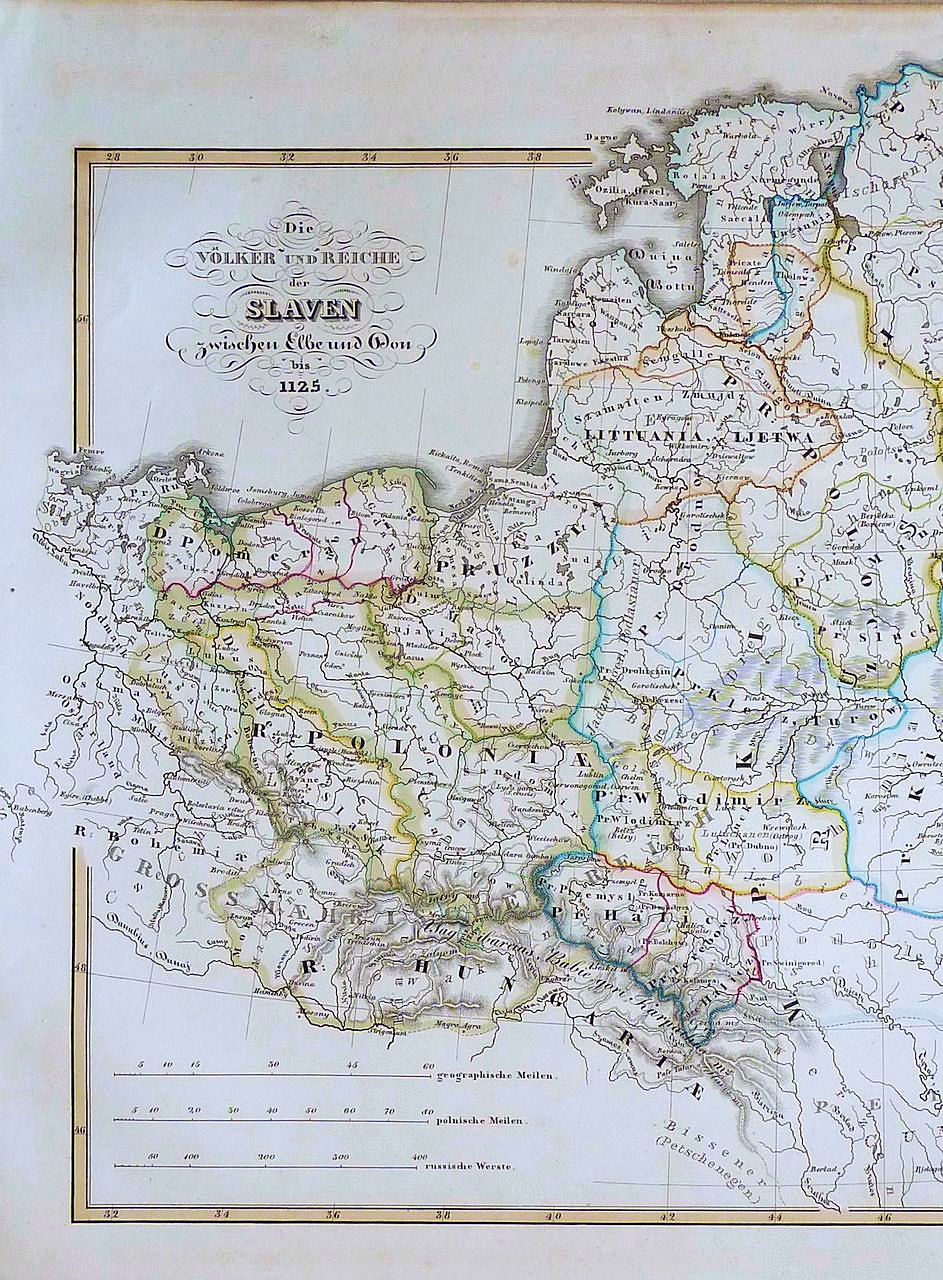
Pommerellen (bezeichnet als M Gdansk, deutsch Mark Danzig[27]) innerhalb des Herzogtums Pommern (bezeichnet als D Pomeraniæ) an der südlichen Ostseeküste auf einer Landkarte westslawischer Völker und Reiche (gelb umrandet) bis 1125. Pruzzia östlich von Pommern war ein von den Balten bewohntes Land.
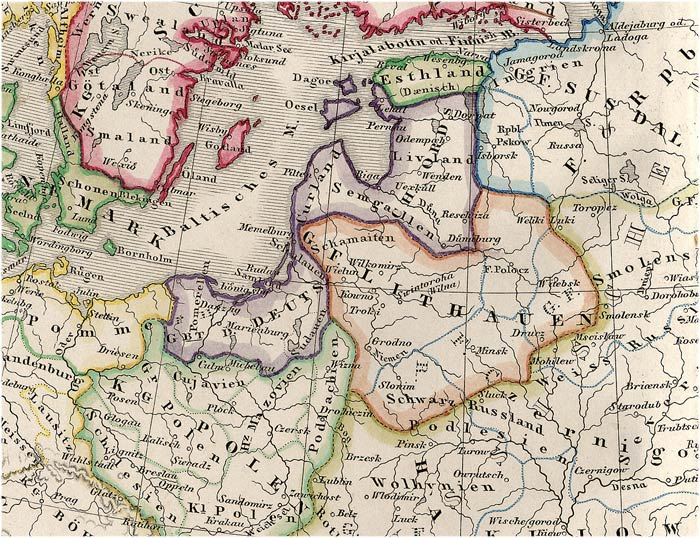
Pommerellen an der südlichen Ostseeküste als Teil des Deutschordensstaats im frühen 14. Jahrhundert.
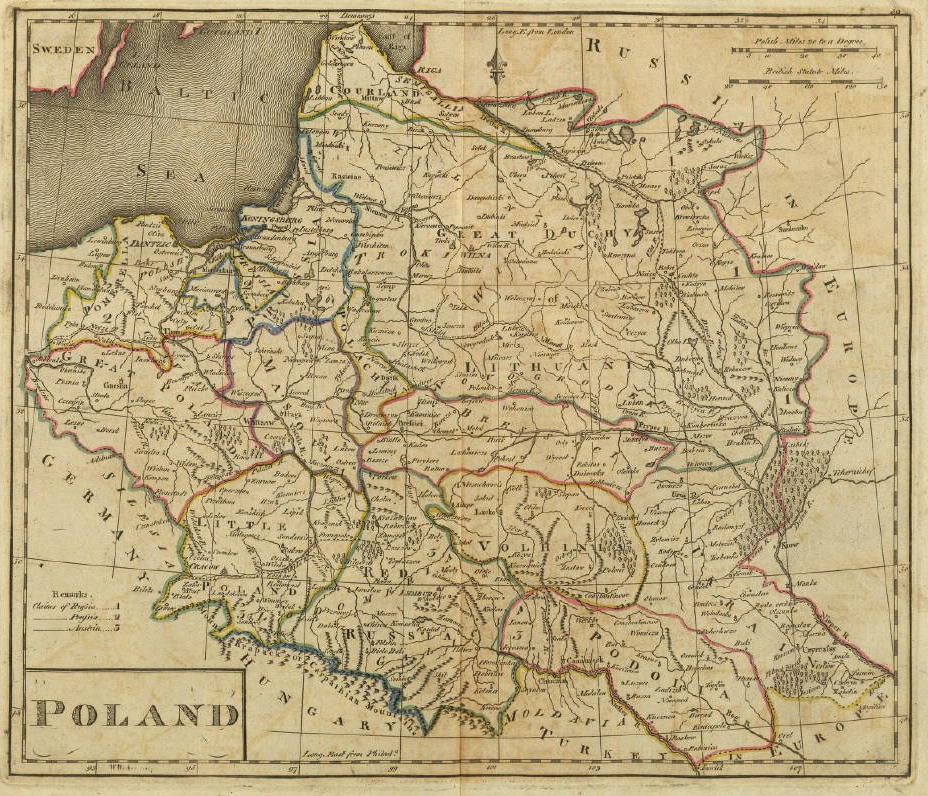
Pommerella innerhalb der Provinzen Polens, englische Karte (18. Jahrhundert)
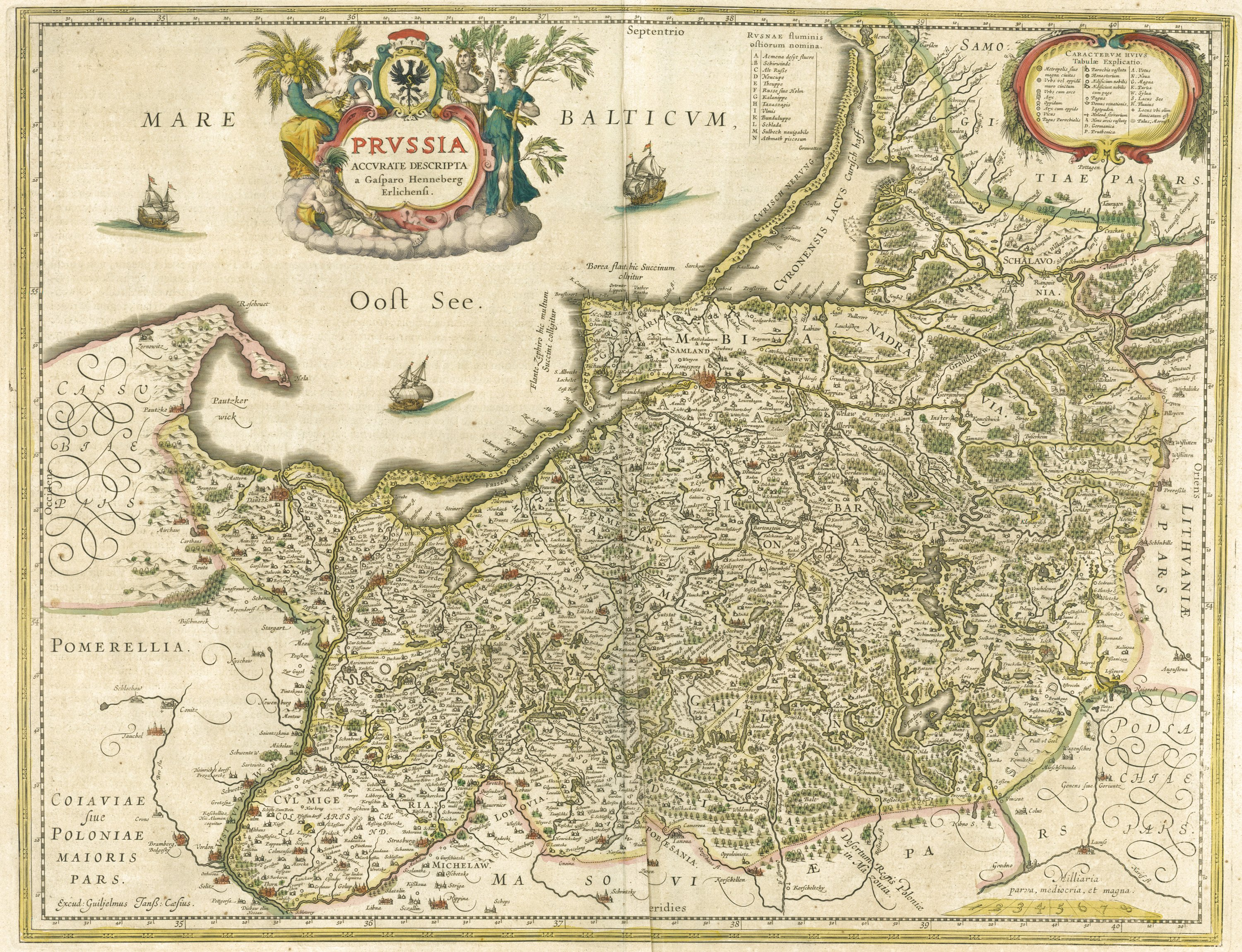
Pomerellia westlich der Weichsel auf einer Karte von Prussia (Atlas Blaeu, 1645)
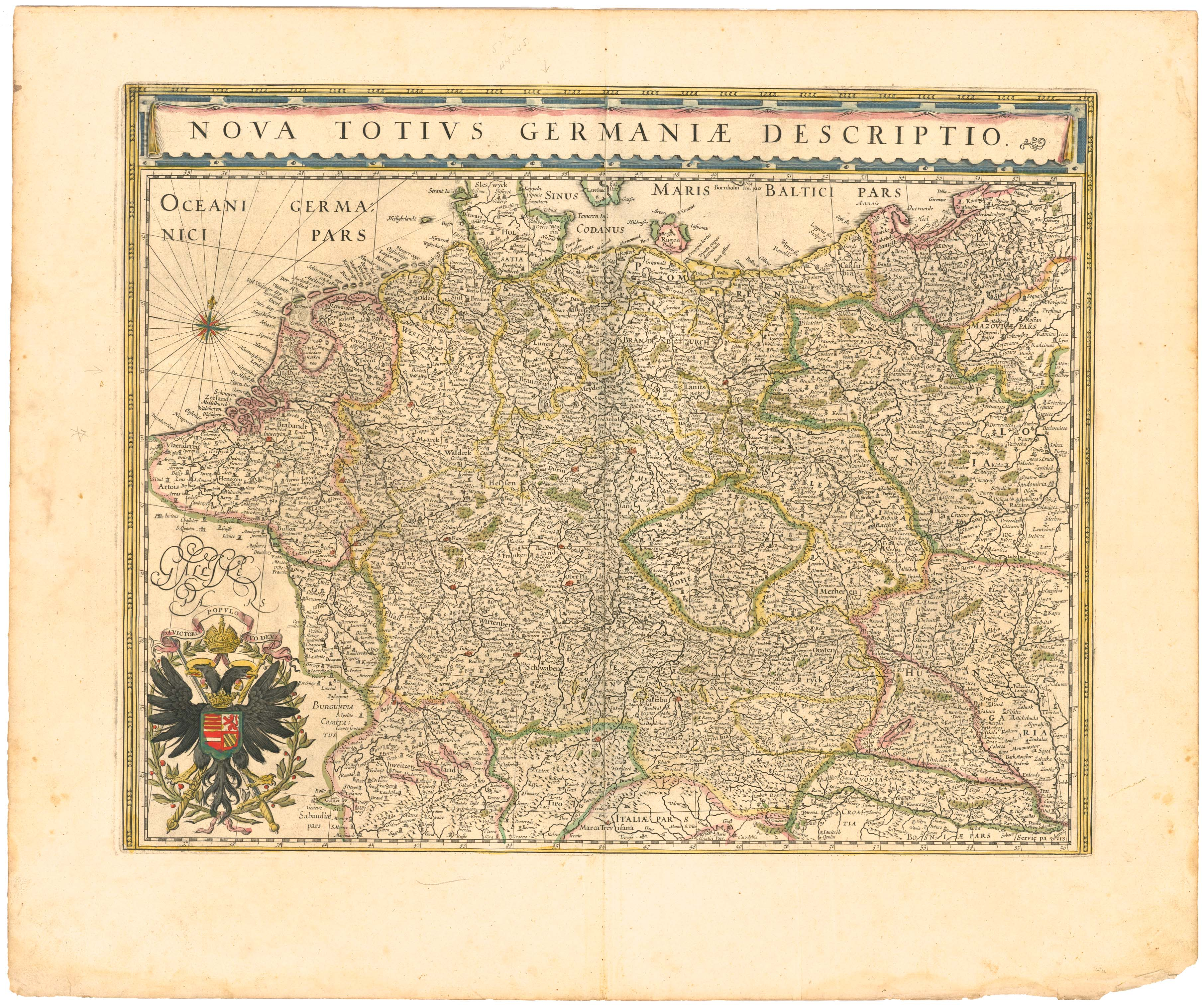
Karte von Preußen einschließlich Pommerellen